# THE ALFEE
THE ALFEE（ジ・アルフィー）は、1973年に結成、1974年8月25日にデビューした、日本のロックバンド。ユニバーサルミュージック内の社内レーベルであるVirgin Music所属。事務所はProject III（田辺エージェンシーのグループ会社。1985年3月30日設立）。

## 概要
元々は、三宅康夫、桜井賢らによる音楽グループであった。その後、三宅康夫、桜井賢、坂崎幸二（坂崎幸之助）、高橋志郎による「コンフィデンス」というグループ名で、1972年、小室等のプロデュースにより、「スクリーン・フォーク・アルバム『愛よこんにちは』」でレコードデビュー。メンバーの入れ替わりを経て、1973年、桜井賢と、都立墨田川高校に在学していた坂崎幸之助、明治学院高校のまた別のバンドにいた高見沢俊彦、コンフィデンスのオリジナルメンバーだった三宅康夫の4人となる。その為、THE ALFEEとしては1973年結成とされている。
1974年、アイドルフォークバンド「ALFIE」としてレコードデビュー。1975年、三宅が脱退し3人になり、現在に至る。
その後レコード会社からの脱退を経て、1979年に自作の曲で「Alfee」として再デビュー。元来はフォークグループだったが、アルバム『doubt,』以降、ロックの要素を取り入れ、シングル『別れの律動』からバンド名を「ALFEE」と表記変更し、ロックバンドとして活動を始める。その後、ヘヴィメタルやプログレッシブ・ロック、パンク・ロックあるいはダンス・ミュージックなどの要素も取り入れて活動を展開。アルバム『夢幻の果てに』のインタビューで、高見沢は「レゲエだけはどうしても理解できない」と話している。
1983年の「メリーアン」のヒット以降、30年以上にわたりTHE ALFEE名義において全てのシングルをチャートインさせるなど、コンスタントなセールスを維持している（詳しくは後述）。
1986年、シングル『SWEAT&TEARS』のジャケットから、グループ表記をALFEEからTHE ALFEEに変更。「コンフィデンス」→「Alfie」「ALFEE」→定冠詞THEの追加、というバンド名変遷の理由は特になかった。
2014年3月18日付でこれまでの功績が称えられ、明治学院大学で初の名誉学士称号が授与された。高見沢は、「やっとプロフィールから『中退』を外せる。これからはTHE ALFEE（大卒）と名前を変えて頑張ります」と、喜びを語った。

## メンバー
※公式サイトの「PROFILE」に準拠。
| 名前                                | 担当楽器                                         | 誕生日                | 血液型 |
| ----------------------------------- | ------------------------------------------------ | --------------------- | ------ |
| 桜井 賢 （さくらい まさる）         | ボーカル ベースギター                            | 1955年1月20日（70歳） | A型    |
| 坂崎 幸之助 （さかざき こうのすけ） | ボーカル アコースティック・ギター パーカッション | 1954年4月15日（71歳） | O型    |
| 高見沢 俊彦 （たかみざわ としひこ） | ボーカル エレクトリック・ギター                  | 1954年4月17日（71歳） | A型    |

## 特色
ルーツとされるのは1960-70年代の洋・邦楽ロック&フォークソングであるが、時にはシンセサイザーの多用やギター奏法など、その時々の音楽、ハードロックやヘヴィメタル、プログレッシブ・ロック、ニューミュージック等も取り入れている。
メンバー3人が均等にリードボーカルをとり、曲毎（曲によってはパート毎）にリードボーカルを変えるスイッチボーカルもできる。高見沢は全員がスイッチボーカルできるのはキャンディーズとTHE ALFEEくらいと語っている。
桜井にベースを、高見沢にスリーフィンガーの奏法を教えたのは、坂崎である。
THE ALFEE自体、およびメンバー各々に異業種とのコラボレーションもこなす。ジャン・ポール・ゴルチエとの共同企画によるコンサートやエルメスによるアルバム『orb』のジャケットのアートワーク製作等、アパレル業種とのコラボレーションや、レーシングドライバーの野田英樹や、1997、1998年のル・マン24時間レースに日産自動車から参戦した星野一義へのパーソナルスポンサー等を務めている。野田英樹には応援歌「Wild Bahn!」を書き下ろしている。

## 歴史

### 結成
明治学院高校在学中に、桜井の美声に目をつけた同級生が誘ってフォークグループ「コンフィデンス」を結成、サイモン&ガーファンクル等のコピーをしていた。バンド名の由来は、S&Gの「ブックエンド」の歌詞に「confidence」とあることから。同時期に高見沢は別のクラスでロックバンド（ツェッペリン・ジュニア・スペシャル）を結成し、レッド・ツェッペリン、ディープ・パープル等をコピー演奏していた。
コンフィデンスが出場したアマチュアフォークコンテストにて、坂崎と出会う。坂崎は別のグループを結成して活動するが、その後坂崎のグループが解散したのを機に坂崎はコンフィデンスの一員としてその後のコンテストに飛び入り参加して出場。小室等に注目されデビューのきっかけをつかむ。
桜井、坂崎、高見沢、三宅の4人は明治学院大学に進学した。ロックバンドを解散していた高見沢を坂崎が引き入れ4人体制となった。大学は坂崎は1年で学費未納により除籍処分、桜井と高見沢は中退のため卒業はしていなかったが、前述の通り2014年3月、明治学院大学よりミュージシャンとしての功績を評価され、同大学初となる名誉学士の学位が授与された。3人は名誉卒業生として明治学院大学学位授与・卒業式へ出席し40年越しの卒業を達成した。
当初は全員が作詞・作曲していたが、1979年の再デビュー以降はほぼ全て高見沢が作っている。

### デビュー
コンフィデンスの名はデビューに際して、株式会社オリジナルコンフィデンス（現：オリコン株式会社）、および同社発行の音楽業界誌と混同の恐れがあるとして、赤坂にあるTBS会館（彼らの原盤権を持つ日音が入居していた）の下にある店の名前と、ドレミファソラシドのシドの両方の意味で「シド」という名前で動き出した。それがいつの間にか「Alfie（アルフィー）」に変わっていたという。いずれも所属事務所の田辺エージェンシーによる決定であり、坂崎は「着せ替え人形のようなものだった」と語っている。デビュー当初は喋りが達者な坂崎をリーダーとしていた。
ビクター音楽産業から「浪漫派アルフィー」のキャッチフレーズのもとにアイドルフォークバンドとして、シングル『夏しぐれ』でデビューする。デビューは1974年8月25日で、銀座の山野楽器でイベントを行っている。しかし、このデビュー曲はヒットには至らず、続く『青春の記憶』も同様であった。
1975年に三宅康夫が脱退し3人体制となった直後の3枚目のシングル『府中捕物控』が発売日直前に会社の意向で一方的に発売中止となったのを機にビクターとの契約を解除する。

### ライブハウス時代・バックバンド時代
その後、レコード会社の所属のない時代が続き、事務所の先輩である研ナオコ・由紀さおり・かまやつひろし・堀内護 (MARK)・大野真澄 (VOCAL) 等のバックバンドを務めながらライブハウスで活動を続けた。ステージでは何とか観客をつかもうとコミカルな演出やMCを行う等、自身を印象付けようと努力を重ねるが、その一方で「このままでいいのだろうか」というジレンマに悩みながらの試行錯誤が続いた。その間、メンバーの3人はオリジナル詞曲作成に取り組み始めた。中でも大野真澄（元ガロ）からの助言を受けた高見沢が、楽曲の質、量ともに一番優っていた。2019年の春ツアーのパンフレットの付録のトークCDでは、バックバントとして多くの先輩アーティストにお世話になり、中でもかまやつと研のツアーでは、アルフィーのコーナーを設けて頂いたことを明かしている。
ライブハウス時代の楽曲で、再デビュー後にレコード化された曲、タイトルが変更された曲もある（シングル曲やアルバムのページを参照）。また現在でもCD化されていない曲もある。「ラブレター」や「星空のディスタンス」は当時は、ギターインストゥルメンタルとして演奏されていた。
2015年春ツアーのパンフレットの特典のトークCDでは、ライブハウス時代に「東京」という楽曲があったことを明かしている。

### 再デビュー・リーダー交替・ロックへの進出
1979年にAlfee（アルフィー）と改称してキャニオンレコードからシングル『ラブレター』で再デビューする。
アルフィーのリーダーは1974年のデビューから坂崎が務めていた。フォークグループとして、高見沢も長年アルフィーではエレキギターを弾かないことにこだわっていたが、1980年に出された3rdアルバム『讃集詩』のプロデューサー井上鑑の提案で、「落日の風」の間奏でエレキのソロを入れる。またその頃、雑誌のインタビューで「アルフィーの曲は室内向けだよね」と言われたことに高見沢が反発。翌年の夏に野外イベントを開催することになる。また1982年リリースの5枚目のアルバム『doubt,』からロック系のアレンジで発表する曲を増やし、さらにリーダーを高見沢に交替し、ロックグループとしての色彩を強くする。
なお、ブレイク前には、久光製薬のCMソングの「ニューサロンパスの歌」やポンキッキの「もじさがしのうた」「ごあいさつのうた」等を担当したこともあった。
NHK-FMの各地方局で制作されていたローカル番組FMリクエストアワーに、キャンペーンとして積極的にゲスト出演している。当番組のリクエストランキングにだけトップに位置する現象が多々あった。中でもNHK前橋放送局のTPリクエストアワーで専用のジングルを制作。番組内で何度も使用される。
1982年夏に、所沢航空記念公園で行われた初の野外イベント「ROCK'N'ROLL FIGHTING NIGHT」では、サポートメンバーを加え、ドラムス・キーボードを含むいわゆるロックバンド編成で演奏を行った。
この年の暮れに発売されたシングル『別れの律動』以降、再デビュー時から用いていた「Alfee」のロゴマークを変更し「ALFEE」とした。
この年よりサポートメンバーを加えて演奏されるのが通常のスタイルとなった（サポートメンバーの歴史は#全国ツアーの項を参照のこと）。
ロック編成初期の頃からドラムスがツーバスでアレンジされている曲もあった。
ロックバンドとしてのイメージ作りとして、高見沢がマーシャルのギターアンプにこだわり、1983年初の日本武道館公演で、セットとしてマーシャルのスピーカーを積み上げたり（マーシャルウォール）、変形ギターを多用してテレビ出演するなどの演出がされた。

### ヒット
1983年、コンサート動員力はあったもののヒット曲がない状況で8月24日に初の日本武道館公演を行う。それに続く形でアルバム収録曲の予定であったがシングルで6月にリリースしていた「メリーアン」がヒットし、同年の『第34回NHK紅白歌合戦』にも出演することとなった。
これに続いて翌年には「星空のディスタンス」、「STARSHIP -光を求めて-」などのヒット曲が続き、『ザ・ベストテン』（TBS系）などの音楽番組の常連ともなった。またこの頃より、歌番組以外のいわゆるバラエティ番組への出演も増加した。『メリーアン』以降のシングルCD（レコード）が57作連続でオリコンのランキングトップ10に入り続けている（2024年現在）。
毎年1月下旬頃に行われる「大阪国際女子マラソン」のイメージソングを、1987年の第6回大会における「夢よ急げ」以来、2018年の「勇気凛々」まで担当した。

### 1990年代
1994年、20周年を記念してポニーキャニオン内に独自レーベル(BE∀T BOYSも含む)「Zeit」を立ち上げる。また、同年9月より毎月20日を「THE ALFEEの日」と銘打ち、数か月間シングルまたはアルバムを定期的に発売した。
1996年のアルバム『LOVE』や1998年のアルバム『Nouvelle Vague』ではストリングスアレンジが多用され、シンフォニック・ロック、ネオクラシカルメタルのジャンルにも分類される。
1997年に東芝EMIに移籍した。

### 21世紀以降
2001年のシングル『Juliet』、アルバム『GLINT BEAT』ではブリティッシュ・ロック、パンク・ロックのサウンドを取り入れた。
春・秋のライブツアー・夏のイベントライブを中心に活動中。2000年以降は、シングルは年に1枚（2009年はデビュー35周年を記念して3枚のシングルが発売された）。オリジナルアルバムは3 - 5年に1枚、その他新録音のベスト・アルバムやアニバーサリーイヤー企画のリリースをしている。ライブDVDは毎年発売され、2007年の日本武道館以降のライブ映像ははEMIミュージック・ジャパンからではなく、プライベートレーベルのアルフレッドからになっている。
2015年2月21日より、ドキュメンタリー映画『THE ALFEE 40th Anniversary Film THE LAST GENESIS 〜40年の軌跡と奇跡〜』が公開され、前日の2月20日には、東京・シネマメディアージュにて、メンバーの舞台挨拶と先行上映が行われた。
2016年12月21日、メンバー3人が還暦を迎えて以降にコンサートのアンコールで、ミリタリージャケットを身に付けて披露していた「The KanLeKeeZ」としてデビューし、アルバム『G.S. meets The KanLeKeeZ』を発売。グループサウンズを敬愛し、最年長新人バンドとされている。同アルバムは翌2017年のレコード大賞企画賞を受賞した。
2018年12月24日の日本武道館公演で、大阪国際女子マラソンのイメージソングを、1987年から（阪神・淡路大震災で中止となった1995年を除く）31年間担当してきた記録に関して、「同一国際スポーツ大会のテレビ放送における同一アーティストによる最多テーマソング数」がギネス世界記録に認められ、認定証を授与された。
2020年10月4日より、新型コロナウイルスの影響により、ライブを開催できないこともあり、「Come on! ALFEE!!　〜LIVE＆チャット＆生トーク〜」の配信を2021年2月28日まで全12回の予定で開始した。
2021年4月15日より、「Come on! ALFEE!! Season2 春の夢のつづき「毎回SPだ!!」」の配信を2021年7月18日まで全10回の予定。
2021年10月9日より、「Come on! ALFEE!! Season3 Baby,Come Back! 毎回が日本一だ!」の配信を2021年12月5日まで全7回の予定。
2022年1月10日より、「Come on! ALFEE!! Season4 2022 GO TO SPRING!!」の配信を2022年3月14日まで全5回の予定。
2022年6月2日より、「Come on! ALFEE!! Season5「月イチでもいいからお願いよって熱いリクエストに応えて、春ツアー中に緊急開幕のシーズン5スペシャル！」」の配信を2022年9月19日まで全4回の予定
2024年には、デビュー50周年を記念してTiktokの公式アカウントが開設された。11月7日に、ベストスマイル・オブ・ザ・イヤー2024 特別賞を受賞した。
2024年12月31日、『第75回NHK紅白歌合戦』に出場し『星空のディスタンス』を演奏。紅白への出場はブレイクした1983年以来41年ぶりで、過去最長ブランクとなった。

## ライブ活動

### 全国ツアー
THE ALFEEは1982年夏ごろより、コンサートツアーにタイトルをつけ、毎年全国を回ってコンサートツアーを行っている。
基本的に春（3月下旬〜7月上旬）と秋（9月中旬〜12月下旬）の2回ツアー（以下、「春ツアー」、「秋ツアー」と記述）が行われ、春ツアーと秋ツアーでステージセットやツアーの基本となるセットリストが変わる。また、2011年より秋ツアー終盤の日本武道館、大阪城ホールでのアリーナ公演を「ファイナルシリーズ」と銘打ち構成を一新、大ホール向けの照明演出を用いた演出、特別グッズの販売等が行われる。その為アリーナツアーは、冬のイベント(冬イベ)的な要素がある。2016年は春ツアーを「春フェス」、夏のイベントを「夏フェス」、秋ツアーを「秋フェス」、年末のアリーナ公演を「冬フェス」と題して行い、2017年以降も春夏秋冬に則したツアー名が付けられている。セットリストのチェンジも多く、2日間公演などでは大幅に変える場合もある。最も多い年では年間113公演をこなし、2019年現在でも年間で約60公演を行うなど、ライブを中心に活動を続けている。

### ツアーサポートミュージシャン
- 吉田太郎：Ds、2006年 -
- ただすけ：Key、2007年 -

※演奏のほかコーラスパートも担当し、ステージでは最大5声のコーラスを聴くことができる。

### 元サポートミュージシャン
- 相沢美彦：Ds 1982年 - 1983年[要出典]
- 富岡義弘 (TENSAW)：Ds 1982年 - 1983年
- 長谷川浩二：Ds 1983年 - 2005年
- そうる透：Ds 1989年 - 1991年、2004年 - 2006年
- 遠藤誠一（エンマ）：Key 1982年
- 山石敬之：Key 1982年 - 1986年、1995年 - 2007年
- 菊地圭介：Key 1986年 - 1995年
- 杉山卓夫：Key 1998年NY公演、2003年

※サポート体制が、ツインドラム、ツインキーボードの体制の時期あり。
※相沢と山石は、共にSCRAMBLEというバンドで活動していた。
※杉山は1991年の高見沢のソロツアーにも参加。
ツアーだけではなく、レコーディングでも多くの楽曲に関わっている。1990年代の一時期にはライブ活動時に限りTHE ALFEEの名を「バンド」扱いとし、コンサートのビデオソフト等ではTHE ALFEEの正メンバー3人とほぼ同格にサポートミュージシャン名も列挙するなどしていたが短期間で終わり、それ以降は明確に区別されている。

### ツアータイトルと略歴
- 〜1982年
一貫したツアータイトルを銘打って全国ツアーを行うのは、後述の「OVER DRIVE」ツアーからとなるが、1982年夏以前にもコンサートにタイトルをつけていた。
現在、資料で確認できるもので
  - アドベンチャーランド
  - フォークソング紀行 アルフィー唄い歩き（1980年）
  - 稚くて愛を知らず（1981年頃）
  - ALMIGHTY（1981年）
  - フォークソング紀行 アルフィー〜heart to heart（1982年頃）
  - Rock'n Roll Fighting Night in__（公演先の地名）（1982年）

などがある。
- OVER DRIVE（1982年9月7日〜1983年12月28日）
1982年の夏のイベントよりツアーにドラムとキーボードを導入。当時のサポートメンバーは富岡義弘 (Drs)[注釈 9]、山石敬之 (Key)、遠藤誠一 (Key) だった[注釈 10][要出典]。
ちなみに、オフィシャル・データブック「地球音楽ライブラリ アルフィー」や公式サイトのデータベースでは1983年からのツアータイトルが「OVER DRIVE」であるかのように整理されているが、公式サイトに掲載されている当時のチケット（1982年12月24日の前橋市民会館公演）ですでに「OVER DRIVE」というタイトルを用いており、前述の「地球音楽ライブラリ」でも「秋には、大阪フェスティバルホールを皮切りに、『OVER DRIVE』と銘打ってコンサートをスタートさせた」という記述があることから、同公演日である1982年の9月7日が正しいと思われる。
1983年の日本武道館公演の時点でサポートメンバーは富岡と山石の2人体制となっているが、一部ステージでは相沢美彦 (Drs) がピンチヒッターとして参加（紅白歌合戦など[24]）。
この年の12月17日の渋谷公会堂公演より一般公募のオーディションで採用した当時18歳の長谷川浩二 (Drs) が参加する。
- FLYING AWAY（1984年3月27日〜7月7日/10月2日〜12月28日）
この年よりサポートメンバーは長谷川と山石の2人体制となる。
- AFFECTION（1985年3月26日〜7月21日/10月1日〜12月30日）
1982年よりキーボードを担当していた山石敬之が本ツアーをもって離脱。ツアー最終日のアンコールで、山石脱退について高見沢から発表があり、その後の「LAST STAGE」は山石に向けて歌われた。秋ツアーではオープニングの際、緞帳を兼ねたスクリーンに映画「離愁」のラストシーンが流れた後、1曲目の「恋人達のペイヴメント」が演奏される演出となった。
- SWEAT & TEARS（1986年4月2日〜7月23日/10月2日〜12月29日）
このツアーよりキーボードとして菊地圭介が参加。ただし、ツアー初日、4月2日のステージのアンコール最後の曲で山石敬之が登場、1曲だけの共演を果たす（一つのキーボードブースに二人で入って演奏を行った）。この他にも山石のスケジュールが合致する会場でアンコールの数曲だけの共演が何度か見られている。同年夏のイベント「TOKYO BAY-AREA」にも山石が参加(菊池とのツイン)。
- LONG WAY TO FREEDOM（1987年4月2日〜7月20日/11月25日〜1988年1月7日）
12月21日から24日までの4日間連続で日本武道館公演を行う。この年より12月22日から24日までの3日間は日本武道館で公演することが恒例化する。
なお、正月をまたいで行われたコンサートツアーは本年が最後である。
- 1988 LONG WAY TO FREEDOM TIME SPIRIT（1988年4月12日〜7月19日/9月29日〜12月29日）
ツアーのテーマソングであった「TIME SPIRIT」は、その後シングル『VICTORY』のカップリング曲としてCD化された。
このツアーは「宇宙空間の地球が天空に見える架空の星でライブを行い、夏のイベント（4ACCESS AREA」）で日本各地に帰還。ライブ終了後は再び宇宙に帰っていく」という一貫したストーリーで形成された。そのため、モニタを多用したSF風のステージが披露される。
- THE ALFEE With Jean Paul GAULTIER（1989年4月5日〜4月21日）
デザイナージャン＝ポール・ゴルチエとのコラボレーション企画。ファッションショーとライブを融合させたもので、メンバーはゴルチエのデザインした衣装を身にまといライブを行った。
以前よりレコーディングに参加していたそうる透がこのツアーで初参加し、長谷川とのツインドラム体制となった。
- 1989 LONG WAY TO FREEDOM RESISTANCE（1989年9月27日〜12月28日）
前半はBEATBOYSのツアーがあったため、「THE ALFEE」としては約5か月ぶりのツアー。
この年のステージセットはドイツのブランデンブルク門を模したものであったが、ツアー中の11月9日にベルリンの壁崩壊のニュースが飛び込んでくる。その後1999年にはドイツの本物のブランデンブルク門の前でコンサートを行った（後述）。
- 1990 LONG WAY TO FREEDOM REVOLUTION（1990年3月29日〜7月24日）
ARCADIA、My Best Friend、Mind Revolutionなど同年秋にリリースされるアルバム『ARCADIA』に収録される新曲も演奏された。
- 1990 LONG WAY TO FREEDOM REVOLUTION II（1990年10月30日〜12月27日）
同年夏のイベントにも参加したそうる透がゲストミュージンシャンとしてツアーに参加。翌年末まで長谷川とのツインドラム体制となる。秋ツアー終盤の12月24日の武道館公演では石橋貴明がゲスト出演。とんねるずに提供し、自らがセルフカバーした「クリスティーナ」を演奏した。
- 1991 LONG WAY TO FREEDOM COUNT DOWN（1991年9月11日〜12月27日）
前半は高見沢のソロ活動（アルバム制作、ライブツアーなど）があったため、久々の全国ツアーとなった。
- Count Down '92 COMMUNICATION（1992年4月15日〜7月27日/11月28日〜12月30日）
秋のツアーが例年より2ヶ月遅いスタートとなった。
- LAWSON Presents THE ALFEE Communication ACOUSTIC SPECIAL（1993年1月22日〜2月15日）
サポートメンバーは同行せず、メンバーのみで行ったツアー。LAWSONで募集した観覧希望者から抽選によって選ばれた観客だけ観覧することができた、通常のツアーとは異なるツアーとなった。同ツアーの最終公演となった東京ベイNKホール公演の模様はWOWOWで放映された他、のちにライブアルバム『CONFIDENCE』としてCDでリリースされた（放映とアルバムでは数曲収録された曲が違っている）。
- Count Down '93 VICTORY（1993年3月23日〜7月26日/10月8日〜12月29日）
春・秋両ツアー併せて101公演のコンサートを行い、一年間で47都道府県すべてでの公演を達成。
- Count Down '94 DREAMS（1994年4月8日〜6月3日/10月14日〜12月30日）
5月3日の公演はパシフィコ横浜のこけら落としとして行われた。
12月24日の武道館公演のアンコールでは、毎年特別な出し物をするのが恒例となっているが、本年では桜井が殺陣を披露したほか、高見沢がセーラームーン（セーラータカミームーンと呼ばれていた）の格好をして武道館のステージ上を飛び回った。この年、高見沢は「これ以上エスカレートするときりがないから、今年の武道館ではしない」と宣言していた。なお、上記公演では度重なるアンコールの結果、公演時間は4時間を越え、当時の武道館の1公演あたりの公演時間最長記録を更新している。
- Count Down '95 PROGRESS（1995年3月30日〜6月23日/11月5日〜12月29日）
自身の音楽活動のため離脱していた山石敬之がキーボードに復帰。春ツアーのキーボードは山石と菊地圭介のツイン体制となり、それぞれの強みを生かした演奏となった。この年の1月にアルバム『夢幻の果てに』を発表したこともあり、緊張感のあるツアーとなった。なおこの春ツアーの様子は後にライブアルバム『LIVE IN PROGRESS』としてCDでリリースされた。
この年の夏のイベントを最後に菊地が卒業。秋ツアーのキーボードからは山石1人となる。
- Count Down '96 IMAGINATION（1996年4月4日〜6月24日/10月24日〜12月29日）
このツアーより、ライブの演出として本格的に映像を取り入れた。年末の武道館公演にはアンコールにBEATBOYSが登場し、久々にダンスを披露した。高見沢の誕生日である4月17日は、阪神・淡路大震災以来初の神戸での公演となった。
- Count Down '97 EMOTION（1997年4月19日〜6月29日/10月24日〜12月30日）
レコード会社移籍により新譜を出せない事情も有り、ライブ活動に専念した年となる。秋ツアーのラストでは高見沢がプロデュースしたアイドルグループ「Skirt」に提供した「明日の鐘」をセルフカバーする演出があった。同曲は翌年発売のアルバムに収録された。
- Count Down '98 NOUVELLE VAGUE（1998年4月2日〜6月18日/10月22日〜12月29日）
生のストリングスがふんだんに使われたツアータイトルと同名のアルバムを再現するため、映像で弦楽団と共演する演出が行われた。
春ツアーのファイナル公演はニューヨークで行われた(詳細は海外公演を参照のこと)。
ニューヨーク公演には後に2003年にも参加する杉山卓夫がサポートとしてキーボードで参加（山石敬之とのツイン）。
- Final Count Down A.D.1999（1999年4月11日〜6月28日/10月17日〜12月29日）
'91年から始まったツアーサブタイトルCownt Downのラストイヤーとなり、Final Count Downと称した。
この年よりコンサート照明がAGESから（株）東京舞台照明に外部移管された。
秋ツアー終盤の12月22日武道館公演では加山雄三がサプライズ出演（桜井だけ出演を知らされておらず、素で驚いていた）。
- AUBE 2000（2000年4月6日〜6月25日/10月8日〜12月30日）
- AUBE 2001 NEVER FADE（2001年4月5日〜7月1日）
前年までのサポートメンバーの位置は上手側(高見沢側)にキーボード、下手側(桜井側)にドラムという配置だったが[注釈 11]、本ツアーから2007年まで配置が逆になる。高見沢曰く「気分転換」とのことだが、本ツアー以降この配置が定着する。
またこのツアーの直前、高見沢がテレビの企画で闘牛に挑戦し、左手の人差し指(ギタリストが最も多用する指のひとつ)を骨折し、本ツアーで大きく影響を与える。
- AUBE 2001 GLINT BEAT（2001年10月14日〜12月29日）
- AUBE 2002 TRANSFOMATION（2002年4月4日〜6月30日/10月10日〜12月28日）
秋ツアー終盤の12月22日の武道館公演では「お兄やん」こと堀内健と「お姉やん」ことベッキーがゲスト出演。高見沢がプロデュースした曲「ホリケンサイズ II」を披露する。
- AUBE 2003 My Generation（2003年4月5日〜6月29日）
キーボードに、N.Y公演や高見沢のソロツアーに参加した杉山卓夫が1年間サポートとして参加。山石とのツイン体制となる。6月1日のNHKホール公演2日目では、アンコールでドラえもんがゲストで登場し、当時エンディングテーマとなっていた「タンポポの詩」が初披露された。
- AUBE 2003 GOING MY WAY（2003年10月10日〜12月27日）
武部聡志が参加しハモンドオルガンが多用されたツアー同名のアルバムを再現するために、従来の山石のキーボードに加えて杉山が武部のオルガンパートを演奏する形がとられた。
- 30th anniversary 2004 Travelin' band（2004年4月1日〜6月27日/10月7日〜12月29日）
この年よりコンサート照明の担当が東京舞台照明から林オフィスに変更され、照明のイメージが一新された。
大晦日のカウントダウンライブは長谷川に加えそうる透が14年ぶりに参加し、ツインドラムでの公演となった。
- AUBE 2005 STARTING OVER（2005年4月9日〜7月3日/10月7日〜12月29日）
2004年の大晦日ライブから引き続き、そうる透がドラムで参加。長谷川とのツインドラム体制となる。
秋のツアーの大宮ソニックシティ公演にて、ライブ本数通算2000本目を達成。高見沢の2000を模った変形ギターが製作されたが、披露されたのは現時点ではこの公演のみ。また開場時にリクエストが行われ、最も多くのリクエストを集めた「Since1982」がラストナンバーとして演奏された。
この年を最後に22年間ドラムを担当してきた長谷川浩二が卒業。クリスマスイブの武道館公演のアンコールでは、高見沢にマイクを向けられた長谷川の歌声を聴くことができ、ライブDVDでも確認可能。ツアー最終日の大阪公演ではアンコールで高見沢から長谷川卒業について話があり、ラストナンバーの演奏前には彼のドラムソロの時間が設けられた。
- AUBE 2006 ONE（2006年4月7日〜7月1日/10月6日〜12月29日）
この年より吉田太郎がドラムとしてツアーに初参加。引き続き参加したそうるとのツインドラム体制となる。
また、秋ツアーの広島公演直前に体調不良により坂崎の声が出なくなるハプニングが発生。セットリストで坂崎ボーカルの曲を少なめにしたり、本来坂崎がボーカルをとる曲をほかのメンバーが歌うなどした。
- AUBE 2007 春の嵐（2007年4月5日〜7月1日）
この年よりドラムが吉田太郎1人となる。
1983年以降の全国ツアーで、はじめてツアータイトルに日本語が採用された。
- AUBE 2007 天河の舟（2007年10月5日〜12月29日）
12月15日の日本ガイシホール公演からキーボードにただすけが参加。山石敬之とのツイン体制となる。このツアーを最後に、通算25年間キーボードを担当してきた山石がサポートを離れる。（翌年1月に山石が自身のサイトでその旨を発表[25]）
- AUBE 2008 RENAISSANCE（2008年4月3日〜6月29日/10月3日〜12月28日）
本ツアーよりキーボードがただすけ1人となる。
ライブにプロジェクタを用いた映像表現を採用する。
福岡1日目のプロジェクタを用いた映像表現では映像の歌詞と歌のズレが発生していたが、福岡2日目ではそれが解消されていた。
武道館が2Daysになる。
- 35th anniversary 2009 CONFIDENCE（2009年4月9日〜6月28日）
坂崎の誕生日の 4/15（水)宇都宮市文化会館 では、払い戻しを恐れた多くのファンがチケットを複数買い占めしたため、空席が目立つライブになってしまった。
- 35th Anniversary 2009 My Truth（2009年10月1日〜12月29日）
10/22（木）、映画「宇宙戦艦ヤマト　復活編」の主題歌が本ツアーアンコールで歌われていた「この愛を捧げて」であることが公表され、この日の東京国際フォーラム以降のライブでは曲の演奏中、この日以前は宇宙空間の映像のみだったプロジェクタ映像にヤマトの映像が追加で映し出されるようになる。
12/24（木)日本武道館のアンコールでは、久し振りにBE∀T BOYSの曲も多く演奏された。
- AUBE 2010 新世界〜Neo Universe〜（2010年4月11日〜6月27日）
4年振りにオリジナルアルバムを引っさげてのツアーとなった。
高見沢の誕生日である4/17の京都会館公演では、土曜日ということもあって会場で祝いたいというファンが多くなり、チケットの入手競争率が例年より高くなった。
- AUBE 2010 新世界〜Neo Universe II〜（2010年10月7日〜12月29日）
12月24日（金）日本武道館での開催をもって、日本武道館公演回数が77回（総合3位）になったことが報告された。
- Neo Universe 2011　I Love You（2011年4月9日〜6月26日）
3月11日に発生した『東日本大震災』の影響により、ツアー初日予定の4月7日（木）サンシティ越谷市民ホールは6月9日（木）に延期、4月9日（土）の静岡市民文化会館が初日となった。また、6月12日（日）仙台サンプラザホールは会場の復旧見通しが立たないため中止となり、翌日6月13日（月）同地仙台において、Zepp Sendaiで代替公演を行った。仙台公演では来場客全員にオリジナルTシャツがプレゼントされた。
- Neo Universe 2011 ALWAYS（2011年10月6日〜12月16日）
- Neo Universe 2011 Final Series I Love You, Always...（2011年12月23日、24日、29日）
この年より、秋ツアー終盤のアリーナ公演（日本武道館、大阪城ホール）は「Final Series」と銘打ってセットリストを大幅に変えて行った。
このツアーよりステージセットに「.Dot Image」（ドットイメージ）という最新鋭の照明機材が使われ、以後のステージにおいても使われる。
大阪城ホール公演のステージ配置が横長方向へと変更された。
- Neo Universe 2012 Flowers（2012年4月5日〜6月24日）
前年のファイナルシリーズから登場したドットイメージの照明装置を全会場で使用した。その後ドットイメージは広いアリーナ会場専用となったため春秋のホールツアーで見る機会はなくなった。
- Neo Universe 2012 Flowers in My Planet（2012年10月4日〜12月14日）
春ツアーで登場したドットイメージは使われていない。ライブの本編は第一部、休憩を挟んだ第二部の二部構成で行われた。
- Neo Universe 2012 Final Series  Catch Your Earth（2012年12月23日、24日、29日）
24日の公演では、11月29日（木）神奈川県民ホール公演で約束された『ウルトラマン列伝』の新主題歌「Final Wars!」が演奏された。
またこの曲演奏前には、ウルトラファミリーがゲストとして登場した。（ウルトラ父他、総勢8名）
- Neo Universe 2013 Grateful Birth（2013年4月4日〜6月23日）
- Neo Universe 2013 Grateful Birth II（2013年10月3日〜12月14日）
- Neo Universe 2013 Final Series Grateful Birth Final（2013年12月23日、24日、29日）
24日の公演ではオープニングから7曲目まで、1986年の夏のイベントのTOKYO BAY-AREAのセットリストが再現された(ライブ映像作品で確認可能)。
また24日は、「ウルトラ怪獣総選挙」の表彰式としてウルトラ怪獣3体とウルトラマンが来場した。
また、ふなっしーも来場し、高見沢プロデュースによるシングル曲「ふな ふな ふなっしー♪」が歌われた。
- 40th Anniversary 2014 GENESIS（2014年4月3日〜6月29日）
坂崎と高見沢のバースデーライブでは、ポカスカジャンが登場し、高見沢プロデュースの楽曲「酒のチカラ」を演奏した。
それぞれのバースデーでは、各会場限定で還暦仕様のタオルが販売され、特定の曲に於いてメンバーと客席でを振る演出がなされた。即完売し、その後ネットオークションに出品されるなど、大変な高値となり、物議を醸し大きな問題となった。
また相模女子大学グリーンホール公演以降、高見沢が喉を痛めて高音が出せなくなってしまい、この年の夏のイベントにも影響を与えた。
- 40th Anniversary 2014 GENESIS II（2014年10月2日〜12月13日）
- 40th Anniversary 2014 Final Series GENESIS FINAL（2014年12月23日、24日、29日）
12月23日の武道館公演に、前年に引き続きふなっしーが来場し、高見沢プロデュースによる「ふな ふな ふなっしー♪」と「梨空レインボー」が歌われたが、歌ってる最中にステージから転落し動けなくなり、スタッフによって舞台袖に運ばれるハプニングが発生。幸い大事には至らず、その後再びステージに出て元気な姿を見せた。
- Best Hit Alfee 2015（2015年3月26日〜6月21日）
4月30日の相模女子大グリーンホール公演では、7月26日に夏のイベント「One Night Circle」をさいたまスーパーアリーナにて開催することを発表した。
- Best Hit Alfee Autumn 2015（2015年10月2日〜12月13日）
- Best Hit Alfee Final 2015（2015年12月23日、24日、29日）
12月24日の武道館公演に、ふなっしー、ダチョウ倶楽部が来場しステージで共演した。ふなっしーは3年連続のゲスト出演となった。また、前年のふなっしーの事故の反省を踏まえ、ステージではスタッフお手製の柵が用意された。
- Best Hit Alfee 2016 春フェス（2016年3月31日〜6月26日）
ツアータイトルに日本語が採用されるのは、2007年の春の嵐以来、9年ぶりである。
同年のリオ五輪を意識してか、アンコールでは久し振りに「マラカス・ブラザーズ」が登場した。コンサートグッズではボタン電池で光る仕様のマラカスの「恋のマラカス」が販売された。
- Best Hit Alfee 2016 秋フェス（2016年10月6日〜12月17日）
アンコールでは、シングル楽曲50作連続トップ10入りを記念したグッズのジャケット画像のトランプを引き伸ばしたものをメンバーが引き当て、選ばれた楽曲を演奏した。
11月24日の大宮ソニックシティのコンサートにて、コンサート通算本数2600本を樹立した。
- Best Hit Alfee Final 2016 冬フェス（2016年12月23日、24日、29日）
アンコールでは、ブレイク前のシングルトップ10入りを逃した15曲のジャケット画像のトランプを引き伸ばしたものをメンバーが引き当て、選ばれた楽曲を演奏した。
12月24日の武道館公演のアンコールのThe KanLeKeeZのコーナーに、デビュー当時の所属事務所の大先輩に当たる堺正章が登場しステージで共演した。
- Best Hit Alfee 2017 春フェスタ（2017年4月6日〜7月2日）
通常のコンサートツアーとしては2012年の秋ツアー以来の本編が二部構成でのステージとなり、約10分間の休憩を挟み第一部がThe KanLeKeeZ、第二部がTHE ALFEEのステージという構成となった。休憩時間にはメンバーの衣装替えの他にもステージセットの転換が行われた。また、このツアーより照明担当が林オフィスからキューアップに変更となった[注釈 12]。
- Best Hit Alfee 2017 秋フェスタ（2017年10月5日〜12月17日）
11月4日東京国際フォーラム公演で、12月20日発売のシングル『人間だから悲しいんだ』のボーカルのオーディンションが行われることが発表され、11月18日のよこすか芸術劇場公演で、坂崎がリードボーカルを担当することが発表された。
- Best Hit Alfee Final 2017 冬フェスタ（2017年12月23日、24日、29日）
クリスマスイブの武道館では、2011年以来のゲストなしの単独でのライブとなった。
- 45th Anniversary Best Hit Alfee 2018 春ノ巻（2018年4月5日〜7月1日）
ご当地手ぬぐいが各会場限定で販売されたが、多くの会場で即完売し、その後ネットオークションに出品されるなど、大変な高値となり、物議を醸し大きな問題となった。
4月22日仙台サンプラザホール公演で、機材トラブルのため客席へ音声が出なくなった。その復旧までのつなぎとして、坂崎の生ギター１本と３人の肉声コーラスで洋楽の曲が即興で披露された。
- Best Hit Alfee 2018 秋ノ巻 Château of The Alfee II（2018年10月4日〜12月15日）
2016年から続いたThe KanlekeeZコーナーがなくなり、本編アンコールともにTHE ALFEEのみとなった。
後述の冬の巻も含めて、ツアー先の各ホール名と開催日時が入りそれぞれ配色の異なるペナント風のフラッグが各会場限定で販売され、特定の曲に於いて観客がフラッグを振る演出がなされた。フラッグは多くの会場で即完売し、その後ネットオークションに出品されるなど、大変な高値となり、物議を醸し大きな問題となった。
アンコールでは3人で和服を着用した「昭和兄弟」が登場した(クリスマスイブ公演を除く)。
10月20日の東京国際フォーラム公演では、通算コンサート数が2700本となった。
2700回目のコンサートを記念して、当日限定のピンズが販売されたが、多くのファンがグッズ列に並んでいる最中にネットオークションに出品されるなど、大変な高値となり、物議を醸し大きな問題となった。
- Best Hit Alfee Final 2018 冬ノ巻 Château of The Alfee III（2018年12月23日、24日、29日）
12月24日の日本武道館公演では、大阪国際女子マラソンのテーマソングのギネス認定のセレモニーが行われた。
翌年2019年は日本武道館が改修工事の関係で使用できなくなるため、毎年恒例のクリスマスイブ公演がこの年をもって一旦途切れることになった。
12月29日の大阪城ホール公演のアンコールでは、翌2019年のデビュー日の8月25日にセレモニーとコンサートが行われる旨が発表された。
- 45th ANNIVERSARY BEST HIT ALFEE 2019 春の乱（2019年4月3日〜6月30日）
長年専属でツアートラックを運転してきたトランポチーフが本ツアーをもって勇退。ツアー最終日の名古屋公演のMCで高見沢からその旨の発表があり、苦楽を共にしたCREWへの感謝の言葉が述べられた。
- 45th ANNIVERSARY BEST HIT ALFEE 2019 秋の乱 Battle Starship Alfee II（2019年10月3日〜12月14日）
ツアー開始直後に発生した令和元年東日本台風台風19号の通過に伴い、10月12日の仙台公演、翌13日の会津公演が延期となった[26]。
- 45th ANNIVERSARY BEST HIT ALFEE 2019 冬の乱 Battle Starship Alfee III（2019年12月25日〜12月29日）
改修工事中の日本武道館の代替会場として国立代々木競技場第一体育館が使用された。クリスマスイブ公演は行われず25日のクリスマス公演と翌26日の開催となった。アリーナ中央に回転式の円形センターステージが置かれ、観客スタンド席は全方位が使われた。
3公演共に、遠隔操作によるLEDリストバンドが客席に配置され使用された。装着したキャップは各日それぞれ異なるものであり、終演後は記念品として持ち帰ることができた。
- Best Hit Alfee 2020 春の夢（2020年4月2日〜7月5日予定⇒2020年5月2日〜7月27日予定）⇒全公演振替日未定で延期(2020年8月7日発表)
新型コロナウイルスの影響により、開催時期の延期が発表された[27]。31公演中21公演は次ツアー『春の夢のつづき』の同会場公演へ振り替えの扱いとなり、 10公演(府中・市川・岡山・山口・新潟・福岡2公演・須坂・東京(NHKホール)2公演)は中止の扱いとなった (2020年8月27日発表) ⇒全公演払い戻しに変更された (2021年1月21日発表)
ツアー全公演が中止になるのは、デビュー46年目にして初となった。
- Best Hit Alfee 2021 春の夢のつづき （2021年4月1日〜6月27日予定） 全公演中止(2021年2月17日発表)
- 2021 Winter Baby, Come Back！（2021年12月23日〜12月29日）
約2年ぶりの有観客公演として、12月23･24日に日本武道館、12月29日に大阪城ホールにて開催され、感染防止対策のガイドラインに沿って収容定員はいずれの会場においても本来の収容人数の50%で実施された[28]。
武道館公演の初日にはアルバム「天地創造」の発売、ファイナルの大阪公演では翌年に春ツアーを実施することが発表された[29]。
- 2022 Spring Tour Genesis of New World 天地創造（2022年3月31日〜6月26日）
約2年ぶりの全国ツアー、そして同年2月23日発売のアルバム「天地創造」を引っ提げたツアーとして全29公演実施[30]。
この年よりツアーグッズにマラカスライトが導入され、公演中の使用が可能[注釈 13]。ライトの名称は「ミカエルの剣」で色は緑。
4月20日の相模公演では「組曲:時の方舟」の演奏中に照明機材のトラブルが発生し、その後アンコールで再度演奏された。
5月21日の熊本公演で通算ライブ本数が2800本を達成。
5月29日の東京公演2日目では、坂崎が偶然ネット上の検索結果で見かけたというメンバーの植毛疑惑について高見沢がMCではっきりと否定。SNSで「#ALFEE3人地毛」のハッシュタグをつけて拡散するようファンに「指令」を出し、ライブ終了後にそのハッシュタグがTwitterやInstagram等の各種SNSで拡散。翌日にはトレンド入りとなった。[31][32]
- 2022 Autumn Tour Genesis of New World 秋の天地創造（2022年10月6日〜12月11日 12月16日）
ツアー中の11月17日に坂崎の新型コロナウイルス陽性が確認され、11月19日の山口公演と11月20日の広島公演が延期となり、11月25日･26日の福岡公演は中止となった。その後、坂崎の体調回復と定められた隔離期間解除の基準を満たしたことに伴い、11月30日の市川公演よりツアーが再開された。延期となった山口公演は12月13日、広島公演は12月16日にそれぞれ振替公演を開催。[33][34][35][36]
- 2022 Winter Genesis of New World Final 冬の天地創造（2022年12月23日、24日、29日）
12月24日の武道館公演をもって、同会場でのライブ本数は99本となった。[37]
- 2023 Spring Genesis of New World 風の時代（2023年4月6日〜7月2日）
このツアーより公演中の観客の声出しが解禁となった(マスク着用は継続)[38]。
マラカスライトの名称は「アクエリアスの涙」で色は紫。
5月27日のNHKホール公演1日目には、主題歌を提供したドラマ「グランマの憂鬱」の主演である萬田久子が会場を訪れ、ライブを鑑賞した[39]。
6月3日の大阪公演1日目は、荒天の影響でメンバーやスタッフの移動に支障が生じたため中止となった。翌2日目の公演は予定通り実施され、中止となった1日目の振替公演を同年10月11日に開催[40][41]。
- 2023 Autumn Genesis of New World 風の時代・秋（2023年10月1日〜12月10日）

- 2023 Winter Genesis of New World Final 風の時代・冬（2023年12月23日〜12月29日）
12月23日の武道館公演1日目をもって、同会場での公演本数がグループ最多の100本目を達成。武道館から100本の薔薇の花束が贈呈された。また、両日ともアンコールでは2014年夏以来9年ぶりとなる高見沢のフライング演出も披露された。[42]
2日目の公演では、同年10月に他界した谷村新司に高見沢が楽曲提供した「天使の伝言〜TASUKI〜」のセルフカバーが初披露された。[43]

- 2024 50th Anniversary 風の時代・春 From The Beginning（2024年4月3日〜7月7日）
デビュー50周年記念ツアーとして開催。各会場では公演地、公演日ごとにデザインの異なる『ご当地スタンプ』の台が設置された。坂崎は新潟公演で、高見沢は富山公演でそれぞれ古希を迎える。5月4日の倉敷公演をもって通算ライブ本数が2900本を達成。
マラカスライトの名称は「ダブル・ファンタジー」で色は黄と白で切り替え可能。

- 2024 50th Anniversary 秋の祭典（2024年10月3日〜12月11日）
- 2024 50th Anniversary 冬の祭典（2024年12月23日〜12月29日）
12月24日の武道館公演では同じく50周年を迎えたモンチッチがサプライズゲストで登場[44]。
- 2025 51st Anniversary Spring Celebration（2025年4月3日〜6月29日）
デビュー51周年記念ツアー。本編は休憩を挟んだ二部構成となった。
ツアーファイナルの名古屋公演は、長年会場として使われた名古屋国際会議場が同年2月より改修工事に入ったため、代替会場としてNiterra日本特殊陶業市民会館(名古屋市民会館)で行われた。
マラカスライトの名称は「ロマンスが舞い降りた棒」で色はピンクとオレンジで切り替え可能。
- Autumn Celebration 2025 　HEART OF RAINBOW（2025年10月9日〜12月12日 予定）
例年1日のみの公演であった仙台公演が2日間となった。
- Winter Celebration 2025　HEART OF RAINBOW（2025年12月23日〜12月29日 予定）

### サマーイベント
彼らは夏の風物詩として野外で大規模なコンサートを行ってきた。数回の例外はあるが例年屋根のない場所で行われ、原則として同じ場所での公演は控えてきた。しかし晩年は場所探しの難航から、これらの原則は守ることが徐々に困難となっていた。
2007年にはそれまで25年間連続して行ってきた夏のイベントを一時休止、2009年8月8日、9日に開催された「YOKOHAMA PERFECT BURN」をもって、長年続けてきた夏の野外イベントは終了した。その後屋内会場ではあるが、さいたまスーパーアリーナで3公演、横浜アリーナで4公演(うち1公演は無観客)、 幕張メッセ国際展示場で1公演、ぴあアリーナMMで1公演、Kアリーナ横浜で1公演が開催されている。
- 1982年 ROCK'N'ROLL FIGHTING NIGHT -悲しみをぶっ飛ばせ!!- 所沢航空記念公園（1982年8月6日、動員5,000人）
彼らにとって初の野外コンサート。チケットには3人のメッセージが入ったソノシートが使われた。その年の4月に久保記念講堂でのライブを成功させ、自らのキャラクターを明確にした彼らは、ロックバンドとしての姿をこの所沢において披露。
しかし公演当日、1曲目のイントロの冒頭で、高見沢のアンプから音が出ないハプニングに見舞われる。音が出るまでの間、高見沢以外のメンバーで冒頭の数小節を延々と繰り返したという。
また、MCで高見沢が「来年アルフィーは結成して10年になります。来年の8月25日、何かやります」と企画すら起っていない状態にもかかわらず「何かやります」宣言をする。（実際、1974年のデビューなので9周年だった。現在では1973年結成となっている）
現在はステージの妨げとなるためステージに向かって紙テープを投げるのは厳禁となっているが、ステージ前に溜まった大量の紙テープの山にステージ演出で使用したマグネシウムのフラッシュの火花が引火し軽度のぼやが発生、スタッフが慌てて消し止めるといった一幕があった。
- 1983年 OVER DRIVE-ALFEE 8.24 BUDOKAN- 日本武道館（1983年8月24日、動員10,000人）
当日、会場に訪れた1万人の観客全員に本人たちのプロモーションビデオなどが収録されたビデオテープ（VHS、ベータマックスともに5千個ずつ）がプレゼントされた。
終演後も席を立つ者が無く、アンコールを求める声が止まなかったが、会場に「SINCE 1982」の伴奏が流れ始めると（高見沢が舞台ソデで演奏した、ともいう）次第に静まり、遂には会場一体となって同曲を大合唱した、というエピソードが、「夢さがし アルフィー・高見沢俊彦物語」などでも紹介されている。この大合唱の様子はライブビデオの冒頭に収録されている。
このライブで、ステージバックに当時日本での流通量が少なかったマーシャルのキャビネットを積み上げたので（マーシャルウォールとも呼ばれた）、日本中の楽器店から、マーシャルのキャビネットが消えたと言われた。
- 1984年 FLYING AWAY-ALFEE IN YOKOHAMA STADIUM- 横浜スタジアム（1984年8月3日、動員30,000人）
当日は雨に見舞われた。しかもステージがリノリウムという、水にぬれると滑りやすくなる資材で作られたため、公演中に高見沢が滑って転倒してしまう。そのとき、転んだ拍子にギターで胸を強く打ち、肋骨にヒビが入る怪我を負った。
また、雨の降る中「鋼鉄の巨人」というハードロックの楽曲を演奏中、ステージのバックに稲妻が光った。当日、会場に来ていたキャニオン・レコード（現：ポニーキャニオン）の羽佐間重彰社長（当時）はそれを見て「ずいぶんと金のかかった特効だな」と関係者に話していたという[要出典]。
チケットは、青い下敷き。
- 1985年 YOKOHAMA STADIUM 3DAYS 横浜スタジアム（1985年8月27日・28日・29日、動員90,000人）
現在では、同一の会場で連続して公演が行われる際や、テーマパークの複数日パスポート等で「_Days」と表記されることがあるが、本公演がそのはしりといわれている。3日目には開場時間から彼らはステージに上がりアコースティック曲を演奏し、観客を驚かせる。この前座ライブは20曲以上に及んだため、一日の総演奏曲数は50曲を超えた。また、かなり早い時間帯[注釈 14]から演奏したため、1曲目の「過ぎ去りし日々」が終わった時は、まだ観客がほとんどいなかった。
チケットは、青いバンダナ。
- 1986年 TOKYO BAY-AREA 東京湾13号埋立地（1986年8月3日 動員92,500人）
日本初の単独10万人（主催者発表）コンサート。普段はラストに演奏される事の多い「See You Again」だが、この日は1曲目の演奏となった。
13年かけてこの曲にたどりついたという「ROCKDOM -風に吹かれて-」が当日に初めて演奏され、初めて聴くにもかかわらず、観客が一体となって最後のリフレイン部分を大合唱した。
会場は、現在フジテレビの社屋がある隣附近。当時のビデオ映像などを見ると、周辺には船の科学館しか存在していなかった。
何もない所だったために組むことができた幅120メートル、高さ75メートルの巨大なセットは、10万人コンサートの名前にふさわしい規模だった。会場には公共の交通機関が存在しなかったため、数十台の都営バスを借り切って、営団地下鉄（当時。現在の東京メトロ）東西線の東陽町駅および木場駅と会場の間をピストン輸送した。
また開場時間は開演の6時間前に設定され、その間、春ツアーで使用したセットを組み、10組のコピーバンドが前座としてステージに上がった。
終演は9時過ぎだったが、大人数のため最後の客が退場できたのは、深夜0時を回った。
チケットは、ワッペン型。
前座をしたコピーバンドはOVER THE AGES - ウェイバックマシン（2011年5月11日アーカイブ分）と題して何回かコピーバンド大会を行った。
- 1987年 SUNSET-SUNRISE 日本平ホテル MUSIC LAND-IN 静岡（1987年8月8日・9日、動員62,500人）
日本初の単独オールナイトコンサート「サンセット・サンライズ」。
前年のクリスマスに、横浜スタジアムに設置した仮設テントでのオールナイトコンサートは、近隣からの騒音苦情のため、夜明け前に終了してしまった。その雪辱戦として急遽決定したライブだった。全体を3部構成にし、1部と3部はロックナンバー中心のライブ。2部はアコースティックライブとなり、幻の未発表曲「まもなく2番線に…」（ライブハウス時代の楽曲。2014年に「Alfee Get Requests! 2」にて初CD化）が演奏された。それぞれの合間には1時間の休憩が挟まれた。
前半はウッドストック・フェスティバルさながらの豪雨にたたられ、一部の楽器に不具合もでた。また、このコンサートの最中には、ニッポン放送オールナイトニッポンが、一部、二部ぶっ通しの特別番組を放送した。当時、アルフィーと親交の深かった上柳昌彦アナウンサーが、日本平ホテルの一室から放送。事前に収録したインタビューコーナーだけでなく、休憩時間中には、メンバーが直接生出演した。
三部に入るとほとんど雨が止み、「不良少年」の演奏中には富士山が顔を出した。
最後は、このライブの為に作られた「Sunset Sunrise Kiss」を披露（同曲は長年CDには収録されず、同ライブが収録されたビデオ映像でしか聴けなかったが、2012年12月23日発売のDVD「We Get Requests!」には2012年バージョンが収録、2014年に「Alfee Get Requests ! 2」にて初CD化）。演奏終了後、メンバーはヘリコプターに乗って会場を後にした。
エンディングの退場の際、高見沢の靴が脱げてしまい、勢いでもう片方も脱いで客席へ投げ込み、ヘリコプターに乗り込んだ。しかし着陸したのは雨上がりの河原であったため、迎えの車まで靴のない高見沢は桜井に背負われて移動した。（「THE ALFEE HISTORY II」に、その際の映像がある）
チケットは、白いビニールシート。
- 1988年 ALL OVER JAPAN 4 ACCESS AREA 大阪湾南港特設会場（1988年7月24日）、札幌大倉山ジャンプヒル（7月31日）、福岡海の中道海浜公園（8月7日）、横浜本牧埠頭シンボルタワー（8月14日）動員131,260人（4日間合計）
4 ACCESS AREAとして一週毎に各地を回って開催した。
春ツアーから一貫したコンセプトによる演出になっている。宇宙を旅したアルフィーが、各地に宇宙船で飛来、ライブが終わると再び宇宙船に乗り込む、という流れになっている。
最後の横浜では、7年ぶりにBEAT BOYSが復活を宣言。新曲を披露した。
また、横浜では興奮した客が過換気症候群となり、25人救急車で搬送される騒ぎとなった[45]。翌朝の新聞にて報道された。
チケットは、バックステージパス。
- 1989年 U.S CAMP DRAKE ASC 朝霞米軍キャンプ跡地（1989年8月13日、動員50,400人）
1989年の前半はBE∀T BOYSとしての活動が主となり、久しぶりのアルフィーとしてのライブとなる。
ALFEEと親交が深かった「シンプジャーナル」（自由国民社刊）の大越編集長が、軍服を模した衣装を着たり、戦闘シーンをイメージさせる特効などに苦言を呈した。現在その会場跡には朝霞市立朝霞第一中学校が建てられている。
- 1990年 BRIDGE ACROSS THE FUTURE 横浜みなとみらい21 臨港パーク（1990年8月12日、動員53,800人）
このライブではドラムにそうる透も前年に続いて参加し、ツインドラムで重厚な威圧感のあるライブとなった。みなとみらい21地区でのイベントはこの年が初。当時の同地区は開発中であり、ライブ映像を見ると周辺にはコスモクロック21しかない。インターコンチネンタルホテルは半分程度しか出来ていなかった。
三人の衣装は、この年のホールツアーや秋に発売されるアルバム『ARCADIA』のイメージを踏襲した中東貴族風のものだった。
春のツアーまでは高見沢ボーカルだった「MY BEST FRIEND」が、このライブから桜井メインに変更されている。
- 1991年 10回目の夏-SINCE1991- COSMO OIL YOKOHAMA BAY（1991年8月11日、動員51,611人）
所沢の野外ライブから数えて「10回目の夏」。
会場になったコスモ石油の敷地は、前年の会場であったみなとみらい21地区の対岸であり、ライブビデオにはMM21臨港パークから桜井がリポートする場面が挿入されている。
- 1992年 JUST LIVE! 横須賀海辺ニュータウン（1992年8月9日、動員42,400人）
当初は同日に米軍厚木基地で「Dream on The Field」が開催する予定であったが、8月9日は長崎に原爆が投下された日だったことや騒音の面からクレームがつき、急遽会場の変更を余儀なくされる事態になる。一時はイベント中止かとの声もあったが、スタッフらの尽力でわずか1か月半で新しい場所を探しだし、ステージやチケットのデザインも1から作り直して予定通り8月9日に開催した。
セットは、アメリカにあるラシュモア山の大統領の彫像をモチーフに、巨大な山のセットに三人の顔が彫刻されている。
- 1993年 VICTORY STADIUM 千葉マリンスタジアム（1993年8月21日・22日、動員64,000人）
8月21日…Silver Night Special
8月22日…Gold Night Special
久しぶりのスタジアムでのライブとなる。2日間にわたってアコースティック、ハードロックの両面を前面に出した。1日目には彼らが応援ソングを作曲した横浜フリューゲルスの選手が登場し、ライブを盛り上げる。
両日のセットリスト中、共通した楽曲は「Victory」だけで、両日併せて60曲以上が披露された。
なお、この年より2009年まで複数日での開催が定着することになる。
- 1994年 KING'S NIGHT DREAM 大阪舞洲スポーツアイランド（1994年7月30日）横浜MM21臨港パーク（1994年8月13日）（動員65,790人）
7月30日…WESTERN CONFERENCE FINAL
8月13日…EASTERN CONFERENCE FINAL
横浜では3on3の大会やTHE ALFEEに関する展示、当時スポンサーを務めていたレーシングドライバー野田秀樹選手のサイン会などが行われた。また横浜の会場は当時開催されていた「エイズ国際会議」のクロージングイベントの一環として開催され、ルーマニアエイズ遺児支援の募金活動が行われている。
大阪では6年ぶりの野外イベントとなる。遊園地のようなイメージでステージは作られ、高見沢はトランプをモチーフとした4本ネックのギターを披露。しかし、ボディが通常のギターの2倍以上あるためかなりの重量があり、相当弾きづらかったため、このイベント以来使用していない。
大阪では幻の曲「府中捕物控」も演奏され、横浜ではデビュー曲「夏しぐれ」を高見沢がハンドマイクで披露した。
ステージセットは遊園地をモチーフに、今までイベントのタイトルが随所に配置された。
- 1995年 幻夜祭 千葉ポートパーク（1995年8月12日・13日、動員67,800人）
8月12日…Red Phantom Eve
8月13日…Blue Phantom Eve
アルバム『夢幻の果てに』後のライブということでプログレ・メロスピ曲が演じられ、緊張感のあるライブとなる。「悲劇受胎」が初演奏された。
最初のイベントROCK'N'ROLL FIGHTING NIGHT -悲しみをぶっ飛ばせ!!-以来、久しぶりに既存の野外ステージ上にセットが組まれた。
桜井は春のツアーで喉を痛めたため、痛み止めと注射で二日間を乗りきったという。
- 1996年 YOKOHAMA RED BRICKS 横浜赤レンガパーク（1996年8月10日・11日、動員74,100人）
8月10日…YOKOHAMA RED BRICKS I
8月11日…YOKOHAMA RED BRICKS II
ステージは大きな船に見立てられ、航海をイメージとした編成となる。会場が細長いため、客席の最後方部はかなり条件が悪かった。そのためラストにはメンバーが最後方まで行き、挨拶をした。
また、ステージ後方には、コスモクロックという観覧車が見えていた。
- 1997年 EMOTIONAL FIELD 稲毛海浜公園（1997年8月9日・10日、動員63,300人）
8月9日…HEAT EMOTION
8月10日…BEAT EMOTION
台風による強風により、花火などの特殊効果が使用不可となる。1日目に使用した銀テープは風にあおられ電線に架かり、付近が停電になった。このことに関して高見沢は2日目のMCで謝罪している。
- 1998年 TOKYO ONE NIGHT DREAM 立川国営昭和記念公園（1998年8月16日、動員62,200人）
前日の8月15日には前夜祭として、コピーバンドの決勝大会等催し物が繰り広げられる。ビートボーイズも久々の登場となった。前年の反省を踏まえて万全の風対策をしたが、この年はほぼ無風、酷暑の中で行われた。
- 1999年 A.D.1999 MILLENNIUM CARNIVAL 横浜ニューポートピア（1999年8月7日・8日、動員63,500人）
8月7日…A.D.1999 Millennium Carnival I
8月8日…A.D.1999 Millennium Carnival II
座席の代わりに地面にチケット番号が書かれた板を敷くという野外イベントならではのスタイルはこのイベントが最後となった。1日目のアンコール、「Wings of Freedom」の直前から突然の豪雨。曲が終わると同時にピタリと降り止むという不思議な自然の演出があった。ドナルドダック生誕65周年を記念して制作された「D.D.D ! 〜Happy 65th Anniversary for Donald Duck〜」初披露。
- 2000年 TOKYO AUBE STADIUM 神宮球場（2000年8月12日・13日、動員55,360人）
8月12日…ALFEE CLASSICS NIGHT
8月13日…ALFEE ROCKDOM NIGHT
初日は神奈川フィルハーモニー管弦楽団と指揮に服部克久を迎え、クラシックとの融合を図る。2日目はロックナンバーを一気に演奏と、ALFEEの幅広い音楽性を発揮した2日間だった。東京都の騒音条例により両日共に20時半には演奏終了となった。2日間共にアンコールにて、高見沢は、初代久保田一竹による「辻が花」の着物を身に纏い登場した。またESP製の辻が花仕様のギターを演奏した。
- 2001年 KINGDOM さいたまスーパーアリーナ（2001年8月25日・26日、動員58,770人）
8月25日…Chapter I ：Grateful Birth
8月26日…Chapter II：Never Ending Dream
20回目のイベント、日本武道館以来の屋内での夏のイベントとなり、さいたまスーパーアリーナでは最大のスタジアムモードで開催された。1日目は27回目のデビュー記念日だったため、ラストには事前に行われた案内に従う形で客席から「Wind Tune」の大合唱が起き、何も知らされてないメンバーを驚かせた。2日目はアリーナ席後ろからガードマンと共に登場するという演出を行った。ラストはステージサイドから客席に降り、会場を一周した。
- 2002年 Legend of The Stadium V 西武ドーム（2002年8月24日・25日、動員52,092人）
8月24日…Silver Legend
8月25日…Gold Legend
関東地区のプロ野球フランチャイズ球場である（東京ドーム・西武ドーム・明治神宮野球場・横浜スタジアム・千葉マリンスタジアム）を完全制覇。2日目のGold Legendではデビュー以来ほとんど披露していないという「危険なリンゴ」を演奏、公演時間は4時間を超えた。また、このイベントにてライブ通算動員数600万人を突破した。
このライブに際して、西武鉄道が事前に応募した観客のみ利用できた団体臨時列車「ALFEE EXPRESS」を西武池袋 - 西武球場前間に両日二往復(復路は回送扱い)運行した。
- 2003年 YOKOHAMA SWINGING GENERATION 横浜みなとみらい21 21街区（2003年8月16日・17日、動員55,247人）
8月16日…GENERATION DYNAMITE DAY
8月17日…SWINGING GENERATION DAY
3年ぶりの屋根の無い会場での開催であったが、2日間とも土砂降りの雨に見舞われた。1日目は交通機関の乱れなどにより開演時間になっても入場が終わらず開始時間が大幅に遅れた。1日目のGENERATION DYNAMITE DAYでは途中で機材を覆うテントを取ってしまったために機材に水が入ってしまい、1000万円以上の機材損害を出したといわれている。2日間とも雨だったため星空は見えなかったが、メモリアルチケットのフラッシュバッジがそれに代わり演出をした。この年の「ドラえもん」のエンディングテーマ曲であった「タンポポの詩」では、2日目の公演のみドラえもんらレギュラーキャラクター5人がゲスト出演し、高見沢がドラえもんギターを演奏した。
- 2004年 LOVE&PEACE YOKOHAMA ハンマーヘッドパーク（2004年8月14日・15日、動員54,620人）
8月14日…A DAY OF LOVE
8月15日…A DAY OF PEACE
デビュー30周年記念ライブ。前年の経験から、この年以降はステージ上には屋根が架けられるようになった。「恋人達のペイヴメント」のイントロで遊覧ヘリコプターが飛来し、高見沢が演奏を中断してヘリコプターを叱りつけるという場面も（その後同曲の演奏をやり直した）。1日目、2日目とも客席にはペンライトが用意され、ラストにはそれぞれ「ALFEE」、「30th」という人文字が浮かび上がった。
名称は異なるが1999年のイベントと同会場で、跡地には2019年10月31日に複合商業施設「横浜ハンマーヘッド」がオープンした。
- 2005年 TOKYO BAY STATION 晴海埠頭特設会場（2005年8月20日・21日、動員50,685人）
8月20日…Terminal 1
8月21日…Terminal 2
東京では5回目のイベント。このイベントの花道は前方の客席を大きく取り囲むドーナツ型をしているという、夏のイベントでは珍しい花道であった。夜には満月が出て、月に因んだ新曲の初披露に華を添えた。
この会場の跡は2021年開催の東京オリンピック選手村他施設が整備された。
- 2006年 YOKOHAMA STAR-SHIP 横浜赤レンガパーク（2006年8月12日・13日 約51,000人）
8月12日…Only One Night
8月13日…Next One Night
横濱開港150周年記念。1996年の「YOKOHAMA RED BRICKS」と同開催地だが、ステージの位置は1996年と反対方向に設置された。
1日目の「NEVER FADE」演奏時には、前奏時に高見沢が足を滑らせて転倒し、エンジェルギターの羽根部分で顔を強打するというハプニングがあった。その後桜井も「メリーアン」演奏時に花道で足を滑らせたが、転倒は免れた。
2日間の曲目は過去のイベントでの印象に残った曲をちりばめるという、まさに25年の集大成というべき曲順であった。
このライブをもって、1982年から25年続いた夏のイベントは、一旦休止されることになった。
もともとは2000年のTOKYO AUBE STADIUMをもって休止の予定だったが、タイミングを逸したため25周年まで延期されたという。
- 2009年 Legendary Summer 2009 YOKOHAMA PERFECT BURN 横浜赤レンガパーク（2009年8月8日・9日 約60,000人）
8月8日…Burn Into Memory Night
8月9日…Burn Into Perfect Night
デビュー35周年を記念して、また、最後の夏のイベントと銘打ち開催された。チケットはクリスタルチョーカー。
2日間のセットリストは新旧の曲を織り交ぜ、最後の夏のイベントに相応しいものとなった。尚、両日のセットリスト中、共通した楽曲は「メリーアン」、 「星空のディスタンス」、「夢よ急げ」、「SWEAT&TEARS」の4曲。
1日目にはデザインを公募して作成された高見沢の『わんこそばギター』が、「君はパラダイス」で使用された。
2日目にはチケットを入手できなかったファンが最後の野外イベントに参加しようと会場に集結、その数は約3,000人にも上った。3人も会場に入れなかったファンの存在に気付いており、特に高見沢は会場外のファンが見える花道先の舞台へ度々行き、ファンとの交流を図った。また、公演終了後には同じ舞台で3人が深々と頭を下げ、会場に入れなかったファンに対しても感謝の意を表した。
- 2012年　One Night Summer Dream 2012 We Get Requests! さいたまスーパーアリーナ（2012年7月28日 約19,000人）
2009年に夏のイベントは終了と銘打たれたが、この年からは休止に改められた。初の夏イベから30周年を記念して一夜限りで行われた。このコンサートのセットリストはファンからの1万5千通のリクエストを基に構成された（ひとりのリクエストは最大3曲、延べ約4万5千票の中から選ばれた）。
コンサートでは1987年の夏イベで一度だけ演奏された「SUNSET-SUNRISE KISS」が、「SUNSET-SUNRISE KISS 2012」として新しいアレンジで25年振りに演奏された。
メモリアル・グッズはサインライト（青）。
3人それぞれのリードボーカル楽曲でリクエストが最も多かったのは、「Musician」「Pride」「SWEAT&TEARS」（当日の演奏順）。
リクエストにてトップ10にエントリーされた楽曲の内の9曲は演奏されたが、「TIME AND TIDE」のみ本番の構成上演奏することが出来ず、同年の秋のコンサートツアーのアンコールにて演奏された。
- 2014年　THE ALFEE 40th Anniversary 2014「40年目の夏」 さいたまスーパーアリーナ（2014年7月26日・27日、約35,000人）
デビュー40周年を記念して、2日間行われた。夏のイベントが2日間行われたのは、2009年以来。
屋内会場ならではの巨大なセット、せり上がる円形センターステージ、高見沢のフライングも10年ぶりに行われ、ドットイメージによる照明演出は数をさらに増やしセンターステージや花道にまで設置範囲が拡大する大規模な演出となった。
メモリアル・グッズはサインライト（赤、白）。
- 2015年　Best Hit Alfee 2015「One Night Circle」 さいたまスーパーアリーナ（2015年7月26日、約16,500人）
「中途半端な41年目を乗り切るぞ」と、一夜限りの開催、夏のイベントでは初となるセンターステージで行われた。アリーナ中央に電動式で回転するギターのピックを模った形のステージ、外周には150mの花道が設定された。観客席はステージを360度囲むように置かれた。
この年さいたまスーパーアリーナが15周年を迎え、ホール、アリーナ(3形態)、スタジアムの全てのモードでコンサートを行ったのはTHE ALFEEだけであるという事で表彰を受けた。
メモリアル・グッズはサインライト（緑）。
ラストナンバーとして演奏された「Last Stage」は歌詞が大幅に変更されて、「もうひとつのLast Stage」と改題された。ライブ映像作品「Best Hit Alfee 2015 ONE NIGHT CIRCLE」で確認可能。
- 2016年　30th Summer! Best Hit Alfee 2016「夏フェス」 横浜アリーナ（2016年7月30日・31日、約24,000人）
メモリアル・グッズはLEDシリコンブレス（ブルー・ピンク）。
30回目の夏のイベント、かつ1986年の東京ベリアの野外イベントより30周年のイベントとなった。2日目のラストナンバーでは、当時未発表だった「この素晴らしき愛のために」がライブでは初披露され、TOKYO BAY-AREAの際のラストナンバーの「ROCKDOM -風に吹かれて-」と同様に、その時点では音源化されていない楽曲での終演となった。
- 2017年　31st Summer Best Hit Alfee 2017 「夏フェスタ」 横浜アリーナ（2017年7月29日・30日、約24,000人）
メモリアル・グッズはLEDシリコンブレス（グリーン・オレンジ）。
イベント二日目では、1987年の日本平でのオールナイトコンサートより30周年であることが話題となり、「Sunset-Sunrise Kiss」が披露された。
- 2018年　45th Anniversary Summer Best Hit Alfee 2018 夏ノ巻 Château Of The Alfee 横浜アリーナ（2018年7月28日・29日、約22,000人）
メモリアル・グッズはLEDシリコンブレス（レッド・ホワイト）。
ステージセットは巨大な欧風の城郭（シャトー）を模していた。
センター席中央には客席を跨ぐような移動式のステージが作られ、オープニングのメンバー登場時はアリーナ後方から移動ステージに乗ってメインステージまで運ばれ、その後も移動ステージを使った演出がなされた。
- 2019年　45th Anniversary Summer Best Hit Alfee 2019 夏の乱 Battle Starship Alfee 幕張メッセ国際展示場1-3（2019年8月3日・4日、約22,000人）
幕張メッセでの公演は今回が初となった。
メモリアル・グッズはLEDオクタブレス（ブルー・ピンク）。
ステージセットはこの年の6月に出したアルバム「Battle Starship Alfee」のイメージに合わせてか、移動ステージも含め宇宙船を思わせるSFチックな雰囲気となっている。
両日とも1曲目に「宇宙戦艦ヤマト」が演奏され、異例のカバー曲からの幕開けとなった。
- 2020年　THE ALFEE 46th Birthday 夏の夢 会場非公表（2020年8月24日・25日）
8月24日…46th Birthday Eve
8月25日…46th Birthday
希望者のみに有料での記念チケットあり。
新型コロナウイルスの影響により、無観客ライブ配信となった。
会場は「非公表」となっているが、客席の形状等から、立川ステージガーデンであるとされている。
後に「Come on! ALFEE!!」内でのライブ映像も、同会場で撮影されている。
- 2021年　Baby, Come Back！ 横浜アリーナ（2021年7月31日・8月1日）⇒中止(無観客で収録の上配信)
1年半ぶりの有観客公演として厳重な感染対策を施し開催される予定であったが、新型コロナウイルスの感染拡大に伴う緊急事態宣言が7月12日から発令されることに伴い、7月9日に中止が発表された。公演は同会場にて無観客で収録し、10月9日・10日に有料配信された[46]。
- 2022年　2022 Summer Genesis of New World 夏の天地創造 ぴあアリーナＭＭ（2022年7月30日・31日、約24,000人）[47]
ぴあアリーナＭＭでの公演は今回が初。夏のイベントとしては3年ぶりの有観客での開催となった。アンコールでは29年ぶりに法被おじさんが兄弟と共に登場した。
- 2023年　2023 Summer Genesis of New World 風の時代＊夏 横浜アリーナ（2023年7月29日・30日、約24,000人）[48]
横浜アリーナでの有観客公演は2018年以来5年ぶりとなった。声出し可能な夏のイベントとしては4年ぶりであり、移動式ステージも設置された。

- 2024年　2024 Wind of Time 50年目の夏祭り Kアリーナ横浜（2024年8月17日・18日　約40,000人[49]）[50]
Kアリーナでの公演は今回が初となった。両日ともアンコールで高見沢のフライングが披露され、70歳という年齢を感じさせないパフォーマンスを見せた。新曲「KO.DA.MA.」はこのイベントで初演奏された。

- 2025年　Summer Celebration 2025 Circle of The Rainbow 横浜アリーナ（2025年8月2日・3日）

### 海外公演
1998年にはニューヨーク、1999年にはベルリンと、企画あるいはイベントのオファーにより海外においてコンサートを行っている。
- THE ALFEE in NY ニューヨーク フォレスト・ヒルズ・スタジアム（1998年7月1日）
NYのフォレストヒルズ・スタジアムにおいて阪神・淡路大震災チャリティーコンサートとして7000人の観客を集めて行われた。春ツアーのグランドァイナルイベントという位置づけであり、ツアー中には映像にて共演の形をとっていたニューヨークの弦楽団と実際の共演を果たした。
また、フォレストヒルズ周辺は、アルフィーが敬愛するサイモン&ガーファンクルの縁の地ということもあり、当日は「ミセス・ロビンソン」など、サイモンとガーファンクルの曲も数曲演奏された。またこの公演のポスターはニューヨーク在住のアーティスト、ヒロ・ヤマガタが手掛けている。
- JAPANISCHE FESTPARADE ベルリン ブランデンブルク門前広場（1999年9月26日）
「ドイツにおける日本年」のオープニングイベントとしてライブが行われた。
「壁の向こうのFreedom」の英詩版である「Freedom On The Other Side Of The Wall」を披露。
服部克久の指揮によるベルリン交響楽団との共演により、「ジェネレーション・ダイナマイト」「歓喜の歌」の2曲[注釈 15]が演奏された。
- THE ALFEE in LONDON ロンドン ロイヤル・アルバート・ホール（2001年9月27日）
3度目の海外公演として、2001年の9月下旬頃にロンドンのロイヤル・アルバート・ホールにおいてコンサートが行われる予定であったが、公演予定日の2週間ほど前に起こったアメリカ同時多発テロ事件の影響を受け中止した。この公演時に限定販売を予定していたアルバム"GLINT BEAT"の、ユニオンジャック風の限定ジャケット盤は、後に日本国内で限定でリリースされている。

### カウントダウンイベント
2000年から2001年の年明け、2004年から2005年の年明けまで現時点では通算2度のカウントダウンイベントを行っている（2023年現在）。
- THE ALFEE Count Down 2001 HELLO GOOD-BYE（2000年12月31日〜2001年1月1日・神戸ワールド記念ホール）
21世紀の幕開けを迎えるイベントとして企画で、チケットはウェブでの申し込みと「NEVER FADE」の購入特典の応募抽選のみで行われた。メモリアルチケットはSwatchとの共同デザインの特製「Swatch Access」で、内部に非接触型記憶チップ（RFID）が搭載されている。このSwatchを入場時にスタッフに見せ、特殊な器械でチップを認証してもらい入場可能となるという最先端の認証システムが実施されていた。
新世紀の幕開けに「夢よ急げ」が演奏された。
- 30th anniversary Count Down 2005 TIME AND TIDE（2004年12月31日〜2005年1月1日・大阪城ホール）
デビュー30周年記念企画イベント。メモリアルチケットとして、イベント用に作曲された「Welcome To The New World〜Count Down 2005」が収録されたサウンドメディアが配布されたが、本番では一部分がS.E.として使用されたのみで、演奏はされなかった（同曲は2024年現在未CD化）。
2004年最後の演奏曲は、「夢よ急げ」でカウントダウンを挟み、2005年最初の演奏曲として「AFFECTION」が披露された。

### その他ライブイベント
- Christmas Special ALL NIGHT THE ALFEE（1986年12月24日〜12月25日・横浜スタジアム内特設テント）
上述にあるように、このイベントで朝日を見られなかったことが、翌年の夏のオールナイトイベントに繋がった。
- THE ALFEE MEIGAKU LIVE（1987年11月3日・明治学院大学）
メンバーの母校・明治学院大学の学園祭でのライブで、凱旋ライブであった。
- BIG EGG OPENING SPECIAL EVENT（1988年3月19日〜1988年3月20日・東京ドーム）
東京ドームでのこけら落としイベント。前日は巨人対阪神のオープン戦が初めてのプロ野球の試合として行われた。世界各国からマーチングバンドが集まり，最後は「終わりなきメッセージ」をTHE ALFEEと世界のマーチングバンドとの共演で披露した。
- EXPO'90“LIVE ZEAL OPENING SPECIAL”（1990年4月1日・花の万博・メインホール'90）
花の万博（大阪）でのライブイベント。万博のテーマ曲に「FLOWER REVOLUTION」が採用された。
関西フィルハーモニー管弦楽団（指揮：服部克久）や、地元小学生のマーチングバンドとの共演も行われた。
- American Music Awards Concert Series（1991年3月19日・横浜アリーナ）
日本で開催されたAMAのイベント。唯一の日本代表に選出されて出演した。
- THE ALFEE CLASSICS 〜融合〜（1997年1月11日・12日・東京国際フォーラムホールA）
東京国際フォーラムのこけら落とし公演。神奈川フィルハーモニー管弦楽団との共演で、指揮者は服部克久。
- THE ALFEE COMING HOME Acoustic Live［明治学院大学創立120周年記念/インブリー館復原支援］（1997年2月27日・東京厚生年金会館）
メンバーの母校・明治学院大学のチャリティイベント。明治学院校歌のアルフィーバージョンが披露された。
- Thanks For your Love 新記録達成記念ライブ（2002年2月16日・さいたまスーパーアリーナ）
前年のシングル曲の「Juliet」で、34作連続トップ10の当時のオリコン新記録樹立を記念しての感謝ライブで、抽選での当選者のみの無料ライブイベント。本編は、第一部（3人のみのアコースティックコーナー）の第二部（サポートメンバーを入れてのバンド形式）の二部構成で、シングル楽曲中心の構成で行われた。
- 40th Anniversary 2014 Premium Members Ceremony & Special Concert（2014年8月25日・日本武道館）
デビュー40周年期間限定会員のプレミアムメンバーのみ入場してのセレモニー及びコンサートで、デビュー記念日に開催された。セレモニーの司会は、DJ TAROが務めた。アリーナに円形ステージを設置しライブが行われた。ステージそのものが可動式ではなかった為、3人はそれぞれでマイクを手で持って移動して向きを変え、東西南北それぞれの方角で演奏した。入場者には、パンフレットの他、会員一名一名の氏名が記載された感謝状、枡、メンバーのメッセージが収録されたプレイボタン、ステッカー（早期受け取りのみ）が配布された。
- THE ALFEE 2500回記念雷舞 祝！桜井賢還暦コンサート Presented by T.Takamizawa & K.Sakazaki（2015年1月31日・昭和女子大学人見記念講堂）
通算2500回目のライブに、桜井の還暦のバースデーも合わせて、高見沢と坂崎がプロデュースする形で行われた。なお、当日のライブ本編は第一部、第二部の形式にて行われた。
前年の春ツアーで行われた高見沢と坂崎の還暦記念公演では、ツインテールに巫女姿を披露した高見沢であったが、この日は女子高生風のブレザー（下はスカートにルーズソックス）姿を披露し、メンバーや観客を驚かせた（メンバーにも秘密であった）。
このライブではチケット代金が高騰しオークションやチケットショップで1枚数十万円の高値となったものもあり60万円を超えたものあるという。ファンや関係者間では大変な物議を醸す事態となった。
- 45th Anniversary 2019 Premium Members Ceremony & Special Concert（2019年8月25日・大阪城ホール）
デビュー45周年期間限定会員のプレミアムメンバーのみ入場してのセレモニー及びコンサートで、デビュー記念日に開催された。セレモニーの司会は、親交のある上柳昌彦アナウンサーがセレモニーの司会を務めた。ALFEE史上、同会場では初となるアリーナにセンターステージを設置しライブが行われた。40周年時と同様に、ステージそのものが可動式ではなかったため、3人はそれぞれでマイクを手で持って移動して向きを変え、東西南北それぞれの方角で演奏した。
アンコールで、高見沢は、二代目久保田一竹による「辻が花」の着物「俊」を身に纏い登場した。「辻が花」は、2004年の春ツアーでのバースデーライブ以来のお披露目となった。
会場のロビーには、華道の池坊専好よるお祝いの花が活けられた。
入場者には、パンフレットの他、会員一名一名の氏名が記載された感謝状、グラス、メンバーのメッセージが収録されたCD、大阪国際女子マラソンのクリアファイル、京都北山の夏ものお濃茶ラングドシャ「涼茶の菓」、ステッカー（早期受け取りのみ）が配布された。
しかしながらこれらの記念グッズはライブ後にオークションやフリマサイトに出品され、高値となったものもあり、ファンや関係者間では大変な物議を醸す事態となった。
- Come on! ALFEE!! Special 俺たちの武道館2020（2020年12月23日・日本武道館）
新型コロナウイルスの影響により無観客でのライブとなり、2021年3月27日にインターネット配信された[51]。
メモリアルグッズは、武道館を模ったキーホルダー。
- 50th Anniversary 2024 Premium Members Ceremony & Special Concert（2024年8月25日・有明アリーナ）
有明アリーナでは初のライブとなった。
デビュー50周年期間限定会員のプレミアムメンバーのみ入場してのセレモニー及びコンサートで、デビュー記念日に開催された。2000年の夏イベ以来24年ぶりとなるクラシックとの共演となり、指揮には以前よりTHE ALFEEの作品にストリングスアレンジ等で参加している萩森英明が担当。来場者1人1人にメンバーの直筆サインを添えた感謝状が配られた。[52]

### その他フェス等ジョイントイベント
- 蒜山サマーミュージックフェスティバル（1983年8月7日・蒜山高原三木ヶ原）
- 国際青年年記念 ALL TOGETHER NOW（1985年6月15日・国立霞ヶ丘競技場陸上競技場）
- 神宮外苑花火大会（1998年8月22日・神宮球場）
- 熱血!オヤジバトル（2010年2月7日・福岡サンパレス）
- ORICON FES.（2017年11月2日・パシフィコ横浜）※ 『oricon Sound Blowin′』15周年記念
- 氣志團万博 2018 〜房総爆音爆勝宣言〜（2018年9月16日・袖ケ浦海浜公園）

## NHK紅白歌合戦出場歴
初出場はALFEEとして、2回目はTHE ALFEEとして出場。
| 年度   | 放送回 | 回 | 曲目               | 出演順 | 対戦相手   | 備考   |
| ------ | ------ | -- | ------------------ | ------ | ---------- | ------ |
| 1983年 | 第34回 | 初 | メリーアン         | 10/21  | 早見優     |        |
| 2024年 | 第75回 | 2  | 星空のディスタンス | 20/21  | 髙橋真梨子 | トリ前 |

注意点
- 出演順は「出演順/出場者数」で表す。

## レギュラー出演
- のってシーベンチャー（朝日放送テレビ・テレビ朝日系）
- THE ALFEE 終わらない夢（NHK-FM）
- アルフィーの冗談音楽工房（TBSラジオ）
- アルフィーの気分はオールマイティー(TBSラジオ)
- アルフィーのオールナイトニッポン（ニッポン放送）
- 〜ALFEE EXPRESS〜 THE BIG HITS TOMORROW（エフエム東京）

※当欄では「3人がレギュラー出演」の番組のみを指す。

## 逸話
- 上述のように、1973年結成、翌1974年デビューであるため、結成何周年記念、デビュー何周年記念に当たるアニバーサリーイヤーが2年続けてとなる。
- 現在、東京湾岸地域は一般に「東京ベイエリア」と呼ばれることがあるが、これはTHE ALFEEが1986年8月3日に東京港13号埋立地（現：港区台場・江東区青海地区・品川区東八潮地区）にある船の科学館近接の未利用地に特設ステージを設けて行った10万人（公称）コンサートのタイトルを「1986.8.3 SWEAT&TEARS TOKYO-BAY AREA」と称したことに由来する[注釈 16]。
- 大規模な施設のこけら落とし公演が多い。東京ドーム（1988年）、パシフィコ横浜国立大ホール（1994年）、東京国際フォーラム（1997年）など
- 2005年11月30日の大宮ソニックシティでのライブで、デビューから31年で単独有料コンサートの公演回数2000回を達成した。国内のバンドとしては前人未到とも言われる。その際には日本プロ野球名球会から、当時の金田正一会長のビデオメッセージと共に名球会会員のみに与えられるブレザーが野球関係者以外では初めて贈呈された。この映像の上映は、メンバーも本番のステージで初めて知ったとのこと。
  - 映画『不良少年』の主題歌「美しいシーズン」の発売当時のジャケットに、映画のワンシーンの画像（金田正一の息子で俳優の金田賢一）が使われており、金田親子とは縁が深いともいえる（2000本目のライブのMCでも語られていた）。
- 『堂本兄弟』では最多ゲスト（7回）を誇る。
堂本兄弟のスペシャルでは、高見沢俊彦と坂崎幸之助が同じ舞台に立つ（向かって右側に高見沢俊彦、中央に堂本兄弟、左側に坂崎幸之助）。
- 高見沢はコンサートのコントの台本作成も担当している。
- メンバーのうち坂崎と高見沢の生年月日が二日違い（ともに1954年4月生まれ）であるのに対し、桜井の誕生日は二人よりも9か月遅い（1955年1月生まれ）。
  - 坂崎と高見沢も含めて、サポートメンバーの吉田太郎（坂崎と年齢違いの同日生まれ）、長谷川浩二、山石敬之も4月生まれのため、一時期はバースデーケーキの量が多かったと言う（ライブのMCでも語られていた）。
- デビュー当時は、GAROと同じ所属事務所であったため、弟分的位置付けであった。GAROのライブのスタッフや前座を務めたこともあった。なお、GARO解散後もメンバーとの関わりは深い。
  - ALFIE時代に、MARKこと堀内護のソロアルバム『六夢』に3人でコーラスで参加したり、高見沢がプロデュースした女性アイドルユニット「Skirt」の歌唱指導を堀内が担当したこともあった。
  - 1980年代に、堀内と、TOMMYこと日高富明が2人で都内のライブハウスでライブ活動を行ったことがあった。日高が欠席した時、坂崎が代役を務めたことがあった。
  - 高見沢は、VOCALこと大野真澄から譲り受けたMartin D-45を長く使用しており、コンサートツアーで披露する事もある。2009年、赤坂BLITZにて大野とのジョイントライブ「大野真澄 還暦スペシャルライブAS NOW〜WHEN I’m 60〜MASUMI OHNO WITH THE ALFEE」を行った。
  - 2015年にリリースのアルバム『三位一体』に収録の「碧空の記憶」、2021年にリリースのシングル「The 2nd Life -第二の選択-」のカップリングの「光と影のRegret」では、ガロへの敬意を示しており、ライナーノーツに「With our respect to GARO」と記載されている。
  - 2019年の春ツアーのパンフレットの付録のトークCDでは、再デビュー前に、堀内と大野にバックバンドでお世話になった旨を明かしている。
- THE JANETは、田辺エージェンシー系列の所属事務所であった。Alfie（当時）とは同期デビューで、解散後にOFF COURSEに加入する松尾一彦と大間ジローは、Alfieの3人とは同学年であった。
  - 1980年代のALFEEのブレイク前に、メンバー3人で神奈川県民ホールに、OFF COURSEのライブを観に行き、同期の松尾と大間に大いに刺激を受け、またステージも参考になったという。
  - 1988年のアルバム『BE∀T BOYS TOJO!!』には、鈴木康博がコーラスにて参加している。その後、坂崎は鈴木のソロアルバムのレコーディングに参加したこともある。
  - 2023年12月2日、坂崎はスプリングスホール・幕張で行われたAcoustic Beatles Club（A.B.C）のコンサート「504949」にゲスト出演した。イベント名は、清水仁が所属していたTHE BAD BOYSが50周年、松尾と大間のTHE JANETが49周年、THE ALFEEがデビュー49周年だったことによる。尚、この日には「夏しぐれ」と「メリーアン」が演奏され、坂崎がリードボーカルを担当した。
- 高見沢のプロデュースを受けていたSkirtは活動時期には、アルフィーと同じ事務所のプロジェクトスリー、および同様のレーベルのZeitに所属していた。
- 川村カオリは、一時期プロジェクトスリーに所属し、当時はアルフィーの妹分的な位置付けであった。川村が逝去した際には、メンバー3人で葬儀に出席している。
- 1980年、所ジョージが司会を務めた日本テレビの朝番組「OMOTAME情報局」では、まるでコミックバンド的なお笑いキャラで出演していたこともある。
- 2024年6月、とあるファンが上野東照宮参拝時にアルフィーのライブチケットを落としてしまう出来事があった。神社の職員がSNSを通じて落とし主を探し、その後チケットは無事に持ち主の手に戻った。この出来事はメンバーの知るところとなり、後日、礼状と共にコンサートグッズを神社に届けた[53]。この一連のやり取りを見聞きしたファンが神社に足を運ぶという連鎖も生まれている。もともと「神社が好き」と公言している高見沢は、自身がMCを務める「高見沢俊彦の美味しい音楽 美しいメシ」の特別企画回で上野東照宮を訪問（2025年5月16日放送回）。普段は非公開となっている重要文化財の本殿（金色殿）内部に立ち入ることを許可され感激した[54]。

## THE ALFEE以外の活動

### BE∀T BOYS
1981年、ディスコ調に乗せてビートルズの曲のサビ部分をメドレーで繋ぐ「ショッキング・ビートルズ〜スターズ・オン45」(Stars on 45) などのアーティストのメドレー物の世界的流行を受け、『吉田拓郎のオールナイトニッポン』の番組企画で、吉田拓郎のメドレー曲をアルフィーが制作。これが思わぬ反響を呼び、アルフィーの名を伏せ、覆面バンド・ビートボーイズ（BEAT BOYS、1988年以降はBE∀T BOYS）名で「スターズ☆オン23 吉田拓郎（後に『ショック!! TAKURO 23』と改名。CDはこの名前で発売された。現在は廃盤）」としてレコード発売（発売時のレーベルもご丁寧に、当時アルフィーが所属していたキャニオン・レコード内の「F-LABEL」ではなく、本家の「CANYON」レーベルからリリースされた。更にこの曲は長さが10分以上あり、レコードではA面とB面で2パートに分かれていた。CDでは2つのパートは途切れずに繋がっている)。ビートボーイズとは、ビートルズとビーチボーイズから由来する。歌っているのは誰か? とクイズを出したが、殆どの葉書がアルフィーとの答えで、正体は完全にバレていた。この正解発表時に正体を伏せたまま（坂崎がじょんのれん、高見沢がポール・マッカーサー、桜井が祥寺張扇（じょうじ・はりせん）と名乗った）『吉田拓郎のオールナイトニッポン』に覆面を被り乱入した。本レコードは企画ものでありながら、売り上げ枚数がアルフィーを含めた当時の自己ベストセールスを挙げてしまった。しかもこの曲は「BEAT BOYS」名義でありながら、曲のほぼ全てを坂崎幸之助が一人で歌っており(高見沢俊彦と桜井賢はバックコーラスのみ参加）、実質的には坂崎のソロ曲と言えるものである）。
その後BE∀T BOYSは、1988年に趣向を変えダンスグループとして活動を開始した。この際も、アルフィーとは全く違うとして本名を用いず、サクライ（桜井賢）をリーダーとし、アルバム、シングルをそれぞれリリースし、アルフィーのコンサート活動を縮小してこちらのコンサートツアーや野外ライブ「GO! GO! NAGOYA-DAGANE!」（チケットは宝地図）も行われた。また、アルフィーに敵愾心を持っている設定をしており、楽器を持っての演奏はしなかった。現に『夜のヒットスタジオDELUXE』に出演した時は「僕たちはアルフィーは嫌いだ」と発言し正体を隠した。同番組で1度だけアルフィーと共演を果たしている。また『歌のトップテン』に出演した際には、アルフィーとの違いを以下のように説明している。
- 楽器がひけない!
- 踊りがうまい!
- ニューミュージック・フォーク・演歌・ヘビメタがキライ!
- 汗と涙と友情がキライ!
- メンバーの名前がカタカナである!
- アルフィーほど人がよくない!
- アルフィーの高見沢が大キライ!

ライブ活動は1989年以来行っていなかったが、1996年の冬の日本武道館・1998年の立川での夏のイベント前夜祭、2004年のアルフィー秋ツアー内でゲスト出演、2006年、2007年の秋ツアーにも同行した。2007年の武道館公演では新曲を披露した。2009年、2014年の武道館公演でも登場し、数曲演奏した。
CDシングルのリリースとしては、突発的に行われていたが、THE ALFEEの東芝EMI（現・ユニバーサルミュージック）移籍以降は発売されていない。
1988年以降は、作詞に松井五郎や麻生圭子、アレンジャーに 武部聡志、コーラスに鈴木康博、等など外部の音楽家を起用。さらに『GO!GO! BE∀T BOYS!!』に収録された「Let's! Break Dance!!」では小室哲哉がアレンジを担当。
当時、BE∀T BOYS (ALFEE) とTM NETWORKが共演したラジオ番組『日立FAN!FUN!TODAY』で高見沢が「小室君から戻ってきたら違う曲になっていた」と発言。これに対し小室が「でき上がった曲を聞いたら違う曲になっていました」と冗談半分に発言していた。

### その他
高見沢は、明石家さんま・猿岩石・柏原芳恵・小泉今日子・後藤久美子・瀬能あづさ・とんねるず・新田恵利・真璃子・薬師丸ひろ子・Skirt・鈴木彩子等、多くのアイドル歌手やタレント達に、それぞれ楽曲を提供している。他にも、古舘伊知郎の芝居『トーキング・ブルース』の音楽監督を務めたり、『ドラえもん』の劇場版や『フィギュア17 つばさ&ヒカル』等への楽曲提供、ドラマでの音楽監督、KinKi Kids司会の番組『堂本兄弟』に出演したり、また坂崎は2002年に期間限定で再結成したザ・フォーク・クルセダーズに参加したり、フォークソングのイベントなどでの司会を務めたりなどと、バンド以外での活動も多く、アイドル（KinKi Kids、篠原ともえなど）やフォーク歌手（吉田拓郎、南こうせつなど）との交流がある

### 音楽以外の活動
田辺エージェンシーでは、所属歌手に歌手活動以外にバラエティ番組への出演をさせる方針がとられていた。THE ALFEEも例に漏れず、ALFEE時代の1984年にTBS系列で『アルフィーのある日ィ突然！』という単発ドラマが放送されている。この番組は『ザ・ベストテン&「ある日ィ突然」complete edition 2000』というタイトルでDVD化されており、現在でも入手可能である（ただし、放送では流れたビートルズの曲が収録されておらず、放送で流れた曲名が字幕で紹介されている）。
現在は田辺エージェンシー所属ではなく、そこからグループ会社として独立した事務所・Project III（プロジェクト・スリー）に所属しているが、その頃からの流れは続き、グループあるいは単独でテレビ・ラジオのバラエティー番組に数多く出演している。過去のシングル・アルバム等の版権は田辺エージェンシーの系列の田辺音楽出版が所持をしており、現在でも各種クレジットには田辺昭知の名が記載されているように田辺エージェンシーとは密接な関係である。
芸能人ではかつてはとんねるずとの交流は深かった。『とんねるずのみなさんのおかげです』で行った卓球対決が人気となり、日本武道館での最終決戦も行われた。その功績が評価され、1992年には日本卓球協会から名誉初段を贈られている。また、『とんねるずの生でダラダラいかせて!!』では、高見沢が二度にわたってスペインでの闘牛に参加している（ただ、2度目の出演時に左手人差し指を骨折してしまい、そのすぐ後のツアーに悪い影響を与えてしまっている）。
2018年3月30日公開の『ヴァレリアン 千の惑星の救世主』では、3人組の情報屋・ドーガン＝ダギーズ役で3人揃って声優を務めた。

## タイアップ一覧
| 楽曲                                                     | タイアップ                                                                            |
| -------------------------------------------------------- | ------------------------------------------------------------------------------------- |
| ラブレター                                               | 「ショウワノート」コマーシャルソング（1979年）                                        |
| 無言劇                                                   | テレビ東京系ドラマ『あいつと俺』主題歌（1980年）                                      |
| 美しいシーズン                                           | 東映映画『不良少年』主題歌（1980年）                                                  |
| 星空のディスタンス                                       | TBS系金曜ドラマ『無邪気な関係』主題歌（1984年）                                       |
| STARSHIP〜光を求めて〜                                   | 映画『SF新世紀レンズマン』平和のテーマ（1984年）                                      |
| 愛の鼓動                                                 | 映画「SF新世紀レンズマン」愛のテーマ（1984年）                                        |
| 恋人達のペイヴメント                                     | 江崎グリコ「アーモンドチョコレート」CMソング（1984年）                                |
| シンデレラは眠れない                                     | カネボウ化粧品'85春のイメージソング（1985年）                                         |
| 真夏のストレンジャー                                     | 全日空 夏の北海道キャンペーンソング（1985年）                                         |
| 風曜日、君をつれて                                       | 全日空 夏の沖縄キャンペーンソング（1986年）                                           |
| 夢よ急げ                                                 | 1987 第6回大阪国際女子マラソンイメージソング（1987年）                                |
| サファイアの瞳                                           | ライオン「ページワン」CMソング（1987年）                                              |
| 君が通り過ぎたあとに -DON'T PASS ME BY-                  | 東宝映画『タッチ3』主題歌（1987年）                                                   |
| FOR THE BRAND NEW DREAM                                  | 東宝映画『タッチ3』エンディングテーマ（1987年）                                       |
| LONG WAY TO FREEDOM                                      | 「アルプス電気」CMソング（1987年）                                                    |
| It's Alright                                             | 1988 第7回大阪国際女子マラソンイメージソング（1988年）                                |
| Girl                                                     | フジテレビ系『桃色学園都市宣言!!』主題歌（1988年）                                    |
| WEEKEND SHUFFLE -華やかな週末-                           | TBS系ドラマ『パパは年中苦労する』主題歌 （1988年）                                    |
| 見つめていたい                                           | TBS系ドラマ『パパは年中苦労する』挿入歌（1988年）                                     |
| FOR YOUR LOVE(「裏切りへの前奏曲」の英詞版）             | 東宝映画『孔雀王』エンディングテーマ（1988年）                                        |
| Catch Your Earth                                         | 日本テレビ系『巨泉のこんなモノいらない!?』エンディングテーマ（1988年）                |
| Kitto                                                    | 日本テレビ系『巨泉のこんなモノいらない!?』エンディングテーマ（1989年）                |
| Loving You                                               | 「高砂殿」CMソング（1988年）                                                          |
| FAITH OF LOVE                                            | 東映映画『将軍家光の乱心 激突』メインテーマ（1988年）                                 |
| YOU GET TO RUN                                           | 東映映画『将軍家光の乱心 激突』ファイティングテーマ（1988年）                         |
| High-Heel Resistance                                     | 1989 第8回大阪国際女子マラソンイメージソング（1989年）                                |
| 恋人の歌がきこえる                                       | 日本テレビ系ドラマ『恋人の歌がきこえる』主題歌（1989年）                              |
| FLOWER REVOLUTION                                        | EXPO'90国際花と緑の博覧会イメージソング（1990年）                                     |
| FLOWER REVOLUTION                                        | 1990 第9回大阪国際女子マラソンイメージソング（1990年）                                |
| Shadow of Kingdom                                        | ファミリーコンピュータ用ゲームソフト『シャドウ・ブレイン』主題歌（1990年）            |
| Arcadia                                                  | 1991 第10回大阪国際女子マラソンイメージソング（1991年）                               |
| Someday                                                  | 1992 第11回大阪国際女子マラソンイメージソング（1992年）                               |
| Promised Love                                            | 日本テレビ系ドラマ『ポールポジション!愛しき人へ…』主題歌（1992年）                    |
| 君に逢ったのはいつだろう                                 | フジテレビ・イベント「最後の恐竜王国」テーマソング（1992年）                          |
| RUNNING WILD                                             | 1993 第12回大阪国際女子マラソンイメージソング（1993年）                               |
| Believe                                                  | TBS系『ムーブ』エンディングテーマ（1993年）                                           |
| Victory                                                  | Jリーグ A.S FLUGELS オフィシャルソング（1993年）                                      |
| もう一度君に逢いたい                                     | 日本テレビ系『スーパーテレビ情報最前線』エンディングテーマ（1993年）                  |
| 風を追いかけて                                           | 1994 第13回大阪国際女子マラソンイメージソング（1994年）                               |
| まだ見ぬ君への愛の詩                                     | アサヒ飲料「三ツ矢サイダー」CMソング（1994年）                                        |
| 愛こそ力〜Power for Love〜                               | フジテレビ系「タイムアングル」エンディングテーマ（1994年）                            |
| COMPLEX BLUE ー愛だけ哀しすぎて                          | フジテレビビデオサスペンスシリーズ『COMPLEX BLUE』主題歌（1994年）                    |
| 冒険者たち                                               | NHKアニメ『モンタナ・ジョーンズ』オープニングテーマ（1994年）                         |
| エルドラド                                               | NHKアニメ『モンタナ・ジョーンズ』エンディングテーマ（1994年）                         |
| WILD BAHN!                                               | F-1野田英樹選手応援ソング（1994年）                                                   |
| WILD BAHN!                                               | MEN'S TENORAS CMソング（1994年）                                                      |
| JUMP!                                                    | ふくしま国体テーマソング（1995年）                                                    |
| LOVE NEVER DIES                                          | 日本テレビ系ドラマ『奇跡のロマンス』主題歌（1996年）                                  |
| GLORY DAYS                                               | 1996 第15回大阪国際女子マラソンイメージソング（1996年）                               |
| 倖せのかたち〜Send My Heart〜                            | 「東邦生命」CMソング（1996年）                                                        |
| 曲名不明                                                 | 「東邦生命」CMソング（1997年）                                                        |
| Liberty Bell                                             | 1997 第16回大阪国際女子マラソンイメージソング（1997年）                               |
| Crisis Game -世紀末の危険な遊戯-                         | 東芝DVDプレーヤーSD-P410 CMソング（1997年）                                           |
| Brave Love 〜Galaxy Express 999                          | 東映アニメ映画「銀河鉄道999〜エターナル・ファンタジー」主題歌（1998年）               |
| Beyond The Win                                           | 1998 第17回大阪国際女子マラソンイメージソング（1998年）                               |
| Sister of the Rainbow                                    | TBS系『日立 世界・ふしぎ発見!』エンディングテーマ（1998年）                           |
| PRIDE                                                    | TBS系「日立 世界・ふしぎ発見!」エンディングテーマ（1998年）                           |
| 希望の鐘が鳴る朝に                                       | TBS系東芝日曜劇場『サラリーマン金太郎』主題歌（1999年）                               |
| Beginning of the Time                                    | 1999 第18回大阪国際女子マラソンイメージソング（1999年）                               |
| Wings of Freedom                                         | Jリーグ「横浜FC」オフィシャルソング（1999年）                                         |
| Justice For True Love                                    | 東映アニメ映画『金田一少年の事件簿2 殺戮のディープブルー』主題歌（1999年）            |
| NEVER FADE                                               | テレビ朝日系『T_2SHOW』エンディングテーマ（2000年）                                   |
| Wake Up 〜 Goodbye 20th century boy                      | 読売テレビ・日本テレビ系『ウェークアップ!』エンディングテーマ（2000年）               |
| 自由になるために                                         | 2000 第19回大阪国際女子マラソンイメージソング（2000年）                               |
| Juliet                                                   | テレビ朝日系アニメ『すしあざらし』テーマソング（2001年）                              |
| Juliet                                                   | テレビ朝日系「T_2SHOW」エンディングテーマ（2001年）                                   |
| Change the wind                                          | 2001 第20回大阪国際女子マラソンイメージソング（2001年）                               |
| Boy                                                      | AT-Xアニメ『フィギュア17 つばさ&ヒカル』オープニングテーマ（2001年）                  |
| Fairy Dance                                              | AT-Xアニメ『フィギュア17 つばさ&ヒカル』エンディングテーマ（2001年）                  |
| 太陽は沈まない                                           | フジテレビ系ドラマ『ショムニFINAL』主題歌（2002年）                                   |
| Chaosの世界                                              | 2002 第21回大阪国際女子マラソンイメージソング（2002年）                               |
| 孤独な世代                                               | 2003 第22回大阪国際女子マラソンイメージソング（2003年）                               |
| タンポポの詩                                             | テレビ朝日系アニメ『ドラえもん』エンディングテーマ（2003年）                          |
| 希望の橋                                                 | TBS系ドラマ『サラリーマン金太郎4』主題歌（2004年）                                    |
| 夜明けの星を目指して                                     | 2004 第23回大阪国際女子マラソンイメージソング（2004年）                               |
| TRY                                                      | 彩の国まごころ国体イメージソング（2004年）                                            |
| 100億のLove Story                                        | TBS系ドラマナショナル劇場『こちら本池上署5』主題歌（2005年）                          |
| ZeRoになれ!                                              | 2005 第24回大阪国際女子マラソンイメージソング（2005年）                               |
| ONE                                                      | 2006 第25回大阪国際女子マラソンイメージソング（2006年）                               |
| ONE                                                      | TBSテレビ・ラジオ「ドラマ原作大賞」作品募集CM（2006年）                               |
| Innocent Love                                            | 中部日本放送・TBS系 ドラマ30(CBCテレビ50周年記念企画)「みこん六姉妹」主題歌（2006年） |
| Dear My Life                                             | 2007 第26回大阪国際女子マラソンイメージソング（2007年）                               |
| Lifetime Love                                            | 中部日本放送・TBS系『みこん六姉妹2』主題歌（2008年）                                  |
| Wonderful Days                                           | 2008 第27回大阪国際女子マラソンイメージソング（2008年）                               |
| Shining Run〜輝く道に向かって〜                          | 2009 第28回大阪国際女子マラソンイメージソング（2009年）                               |
| 桜の実の熟する時                                         | テレビ朝日系ドラマ 木曜ミステリー「京都地検の女」主題歌 (2009年）                     |
| 風の詩                                                   | 映画『ウォーロード/男たちの誓い』日本版エンディングテーマソング（2009年）             |
| 夜明けを求めて                                           | フジテレビ系『嵐がくれたもの』主題歌（2009年）                                        |
| この愛を捧げて                                           | アニメ映画『宇宙戦艦ヤマト 復活篇』主題歌（2009年）                                   |
| 宇宙戦艦ヤマト 2009                                      | アニメ映画『宇宙戦艦ヤマト 復活篇』挿入歌（2009年）                                   |
| GET YOUR CHANCE                                          | 2010 第29回大阪国際女子マラソンイメージソング（2010年）                               |
| Let It Go                                                | 2011 第30回大阪国際女子マラソンイメージソング（2011年）                               |
| 生きよう                                                 | 2012 第31回大阪国際女子マラソンイメージソング（2012年）                               |
| Final Wars!                                              | テレビ東京系特撮ドラマ『ウルトラマン列伝』主題歌（2013年）                            |
| もう一度ここから始めよう                                 | 2013 第32回大阪国際女子マラソンイメージソング（2013年）                               |
| 星空のディスタンス                                       | KIRINのどごし生、夢のドリーム CMソング（2013年）                                      |
| GLORIOUS                                                 | テレビ東京系『刑事吉永誠一 涙の事件簿』主題歌（2013年）                               |
| LOVES FOR ONE                                            | 2014 第33回大阪国際女子マラソンイメージソング（2014年）                               |
| 英雄の詩                                                 | テレビ東京系特撮ドラマ『新ウルトラマン列伝』主題歌（2014年）                          |
| One Step 〜再始動                                        | 2015 第34回大阪国際女子マラソンイメージソング（2015年）                               |
| 風の翼                                                   | 2016 第35回大阪国際女子マラソンイメージソング（2016年）                               |
| 今日のつづきが未来になる                                 | 日本テレビ系『ぶらり途中下車の旅』エンディングテーマ（2016年4月 - 7月2日）            |
| この素晴らしき愛のために                                 | 日本テレビ系『ぶらり途中下車の旅』エンディングテーマ（2016年7月9日 - 9月）            |
| 創造への楔                                               | 2017 第36回大阪国際女子マラソンイメージソング（2017年）                               |
| 勇気凛々                                                 | 2018 第37回大阪国際女子マラソンイメージソング（2018年）                               |
| はじまりの詩                                             | bayfm POWER PLAY 第520回（期間:6/10〜6/30）（2019年）                                 |
| 愛をとりもどせ!!                                         | スマートフォン向けゲームアプリ『北斗の拳 LEGENDS ReVIVE』テーマソング（2019年）       |
| Joker -眠らない街-                                       | テレビ東京系ドラマ『記憶捜査2〜新宿東署事件ファイル〜』エンディングテーマ（2020年）   |
| Circle of Seasons                                        | テレビ東京系ドラマ『記憶捜査3〜新宿東署事件ファイル〜』エンディングテーマ（2022年）   |
| 鋼の騎士Q                                                | フジテレビ系ドラマ『グランマの憂鬱』主題歌                                            |
| ロマンスが舞い降りて来た夜                               | フジテレビ系ドラマ『心はロンリー気持ちは「…」FINAL』主題歌                            |
| KO.DA.MA.                                                | テレビ東京系アニメ『シンカリオン チェンジ ザ ワールド』エンディングテーマ（2024年）   |
| エフエムナックファイブサウンドステッカー（開始時期不明） |                                                                                       |

## CM出演および使用楽曲
- 東邦生命 - 「倖せのかたち 〜Send My Heart〜」（1996年）
- 東邦生命 - 曲名不明（未CD化）（1997年）
- 東芝DVDプレーヤー SD-P410 - 「Crisis Game 〜世紀末の危険な遊戯」（1998年）
- KIRINのどごし生・夢のドリーム - 「星空のディスタンス」（2013年）
- タマホーム
  - 「ハッピーソングTHE ALFEE」篇（2017年） ※楽曲はタマホームオリジナルCM曲
  - 「ハッピーソング20周年」（2018年）※他アーティストと共演バージョンと単独バージョンあり
  - 「ハッピーソング THE ALFEE篇」（2022年） - ド派手①・③[55]
- 日本ケンタッキー・フライド・チキン シェアBOX「迷うTHE ALFEE」篇（2022年3月 - 4月）[56][57]
- 日本コカ・コーラ・綾鷹 濃い緑茶「みんな大好き濃い緑茶」篇（2025年）[58]